# Lynx (gyalogsági harcjármű)
A Lynx („Hiúz”) egy páncélozott gyalogsági harcjármű, amelyet a német Rheinmetall Landsysteme GmbH fejleszt. A Lynx harcjárműcsalád a harcjárművek legújabb generációját képviseli: erős aktív és passzív védelemmel, fegyverzettel valamint számos fejlett érzékelő és felderítő rendszerrel rendelkezik, amelyek lehetővé teszik a gyors helyzetfelismerést a harcban. A Lynx egy sokoldalú, moduláris felépítésű harcjármű: könnyen átalakítható különféle feladatokra harctéri körülmények között is.
A Lynx gyalogsági harcjárművet KF31 konfigurációban 2016. június 14-én, a KF41 változatot pedig 2018. június 12-én mutatták be először az Eurosatory védelmi kiállításon. A Lynx KF41 első rendszeresítője a Magyar Honvédség, amelynek első széria-gyártású példányát 2022. október 25-én hivatalosan is átadták.
2023-ban indult a Rheinmetall zalaegerszegi gyár próbaüzeme, ahol éves szinten több, mint 100 járművet képesek gyártani. Az első hazai gyártású lövészpáncélost 2024. július 24-én adták át.
Az alábbiakban a KF41 változat kerül bemutatásra, mivel ez a verzió került végül sorozatgyártásra és a Rheinmetall vállalat is elsősorban ezt a változatot fejleszti és kínálja potenciális ügyfelei számára.

## Tervezési elvek és kialakítás
A Lynx egy sokoldalú, moduláris felépítésű harcjármű. Ez azt jelenti, hogy a tetőpáncélzat és az ahhoz illeszkedő különféle fegyvertornyok és berendezések egyben ki- illetve leemelhetőek, cserélhetőek. A Lynx néhány órás szerelési munkával például lövészpáncélosból (IFV) sebesült szállítóvá alakulhat át.
A Lynx KF41 a járművezetőn, az irányzón és parancsnokon kívül 8 lövészt képes szállítani. A harcjárművek típusnevében a német KF rövidítés jelentése „Kettenfahrzeug”, azaz lánctalpas jármű, „41” számok pedig az adott jármű (tervezett) tömeg besorolását (MLC) jelölték volna. A besorolásoktól a fejlesztés során jelentős mértékben eltértek és a KF41 a nehezebb MLC50 tömegbesorolás alá került – harci tömege inkább az 50 tonnához van közelebb.
Fontos szempont volt, hogy kipróbált, különösebb fejlesztést nem igénylő, sok esetben civil eredetű műszaki megoldásokat alkalmazzanak. Így lett a munkagépeiről ismert Liebherr a Lynx motorbeszállítója. A vezető műszerfala és a fedélzeti elektromos berendezések a Kodiak műszaki-mentő járműből, az ABV szűrő-szellőztető és a tűzelfojtó berendezések pedig a Boxer harcjárműből származnak.
Kiemelt szempont volt továbbá a jármű túlélőképessége, a személyzet és a szállított lövészek testi épségének védelme is, ahogy ez a Lynx számos műszaki megoldásában tetten érhető.

## Mozgékonyság
A Lynx KF41 harcjárművek oldalanként hat futógörgővel rendelkeznek hidraulikus energiaelnyelő ütközőkkel ellátott lengőkarokon. Az egyenként másfél tonnás lánctalpak megegyeznek a PzH 2000 önjáró tarack lánctalpaival, ami logisztikai előnyt jelent a mindkét típust üzemeltető Magyar Honvédség számára. A kanadai Soucy vállalat kidolgozott a Lynx számára egy kompozit gumilánctalpat (CRT), amely jelentősen könnyebb a hagyományosnál és javítja a harcjármű menettulajdonságait. Az új lánctalpat Ausztráliában tesztelték bízva az Ausztrál Hadsereg megrendelésében.
A közel 50 tonna harci tömegű KF41-es harcjárművet 18000 cm3 lökettérfogatú hathengeres Liebherr D976 típusú motor mozgatja, amelynek ez lesz az első katonai alkalmazása. A 850 kW (1140 LE) teljesítményű motor egy Renk HSWL 256 típusú, 6 sebességes hidrodinamikus nyomatékváltón keresztül mozgatja a járművet. A motor érdekessége, hogy átállítható olyan üzem módra is, amely tartósan csak 25 kW teljesítményt biztosít alacsony hőkibocsátás, zajszint, valamint 12 l/h üzemanyag-fogyasztás mellett. Ilyenkor minden elektromos fedélzeti berendezés működőképes marad és nincs szükség kiegészítő áramforrásra (APU). A fegyverek is bevethetőek maradnak, mivel a torony mozgatása is teljesen elektromos.
A motor a nyomatékváltóval együtt (power-pack rendszerben), egy daru segítségével mintegy 40 perc alatt kiemelhető, így akár harci körülmények között is cserélhető, javítható. A Lynx KF41 harcjármű legalább 65 km/órás közúti végsebesség elérésére képes, 950 liter üzemanyagkészletének köszönhetően 600 km-t tud megtenni – akár tagolt, nehéz terepen is. A jármű képes 1,5 méter mély vízi akadályon átgázolni, 2,2 méter széles árkon áthajtani különösebb előkészületek nélkül. Egy méter magas akadály (lépcső) vagy 60%-os emelkedő sem jelent számára problémát és 30%-osnál nem nagyobb dőlésszögű rézsűn nem borul fel vagy csúszik le.
Ami légi szállíthatóságot illeti: a Pápán is állomásozó C-17 repülőgépek egyszerre egy, a C-5 teherszállító kettő, a bérszállításokra gyakran használt An-124-esek pedig akár három Lynx harcjárművet képesek szállítani egyszerre.

## Páncélzat és védelmi rendszerek
A Lynx KF41 páncélzata kategóriájában az egyik legerősebb: szemből ellenáll a 30x165 mm-es szovjet illetve orosz szabvány szerinti gépágyúlövedékeknek. Oldalról védett a 25 mm-es páncéltörő lőszerek közvetlen találatának, hátulról pedig 14,5 mm-es nehéz géppuska lövedékeinek áll ellen. A jármű kibírja 10 kg tömegű akna haspáncél alatti robbanását. A jármű továbbá védelmet nyújt a harcjárműtől 25 méternél távolabb becsapódó 155 mm-es tüzérségi lövedékek hatásai ellen. A Lynx tetőpáncélja, beleértve a tornyot is, tüzérségi lőszerek repeszei és résztöltetei elleni védelemmel ellátottak. A toronyban tárolt lőszer a személyzettől el van különítve, a lőszerkészlet robbanása esetén a személyzet sértetlen maradhat.
A fent említett védettség megfelel NATO STANAG 4569 szabvány legmagasabb vagyis 6. szintjének, tüzérségi lövedékek elleni védelme azonban csak 5. szintű. A védettség további aktív és passzív védelmi elemekkel tovább fokozható.
A jármű tervezése során kiemelt szempont volt a személyzet védelme, így a jármű kialakítása is ezt tükrözi. A belső tüzek megakadályozása érdekében csak a tartalék üzemanyagtartály kapott a motortérben helyet; az üzemanyag-mennyiség legnagyobb része a harcjármű páncéltestén kívül helyezkedik el. Magas nyomású hidraulikavezetékek, a hűtő- és a kipufogórendszer csövei, illetve az elektromos vezetékek nagy része is a lánctalp felett, a küzdőtértől elkülönített páncélozott részben halad, így ezek sérülése nem okozhat személyi sérülést. A harcjármű küzdő- és motorterét tűzelfojtó rendszerrel is ellátták. A jármű rendelkezik tömegpusztító fegyverek elleni ún. ABV védelemmel is.
A jármű különféle aktív védelmi rendszerekkel (APS) is felszerelhető, amelyek a közeledő rakétákat érzékelve rejtőzést segítő ködgránátokat, illetve elhárító tölteteket vetnek ki. A Magyar Honvédség Lynx harcjárművei a Rheinmetall StrikeShield névre hallgató aktív védelmi rendszerével lesznek felszerelve. A magyar Lynx harcjárművek aktív védelmi rendszere 15 radar-érzékelőből, 35 elektro-optikai érzékelőből, 33 elhárítótöltet-kivetőből fog állni. Utóbbiak közül néhány úgy lett pozicionálva, hogy a felülről támadó (ún. top-attack) páncéltörő rakéták ellen is védelmet nyújtsanak. A StrikeShield rendszer 2021 októberében ment át a német haderő: a Bundeswehr minőségellenőrző tesztjein. A teszteket a Magyar Honvédség is figyelemmel kísérte, sőt: egyes próbákat kifejezetten a magyar fél kérésére végeztek el. A tesztek során a rendszer sikeresnek bizonyult többféle nem irányított és irányított páncéltörő rakétával szemben (pl. Konkursz), ennek köszönhetően döntött a Honvédség a StrikeShield rendszer beszerzése mellett szinte valamennyi Lynx harcjárműve számára.

A StrikeShield a gyári próbák során a harckocsilövegekből kilőtt APFSDS lövedékek ellen is sikeresnek bizonyult, ami egy rendkívüli képesség a jelenleg használatban lévő aktív védelmi rendszerekkel összevetve is.

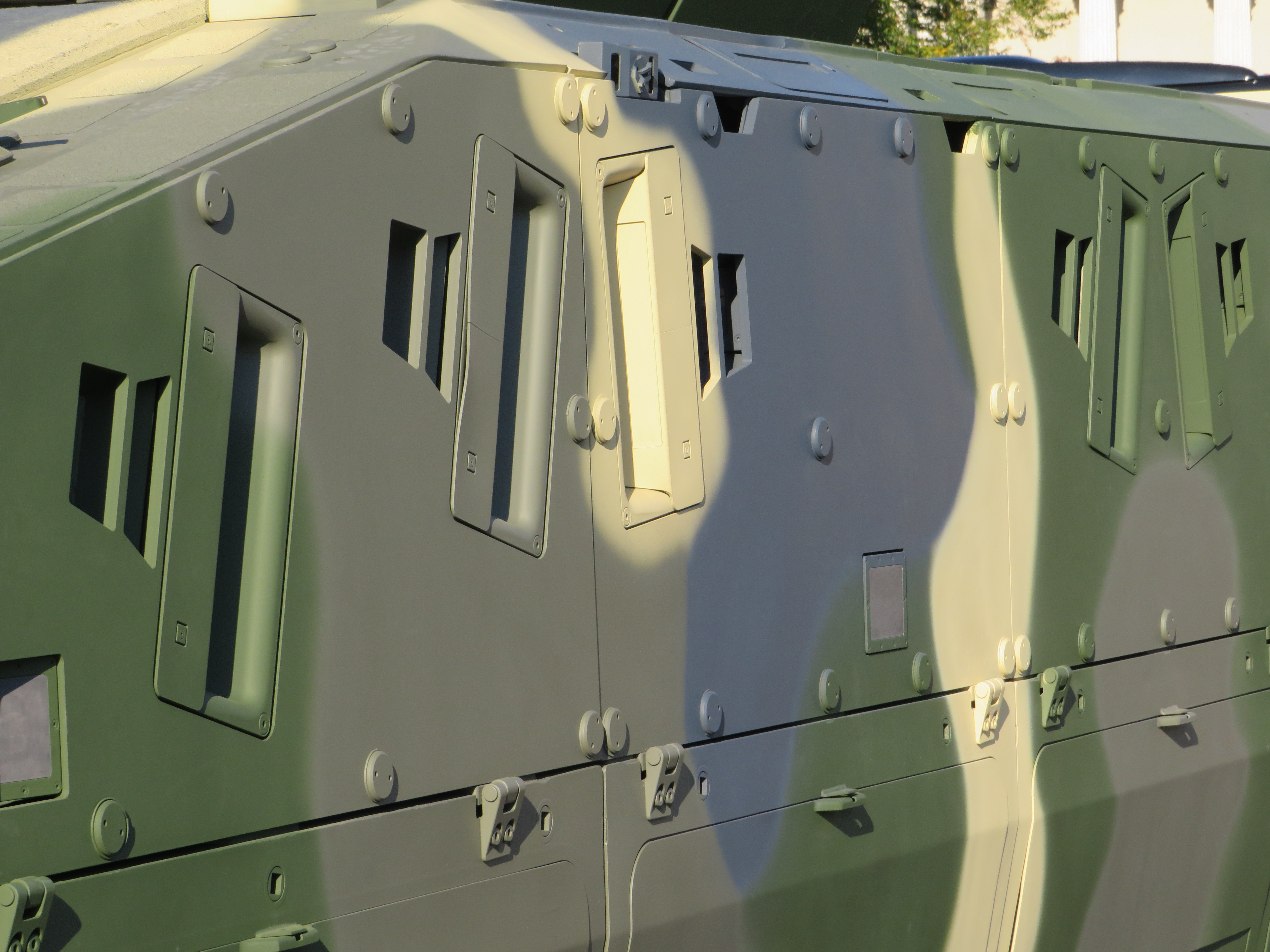
StrikeShield aktív védelmi rendszer (APS) – a kisebb nyílásokban találhatók az érzékelők, a nagyobb nyílásokban pedig az elhárító töltetek kerültek elhelyezésre
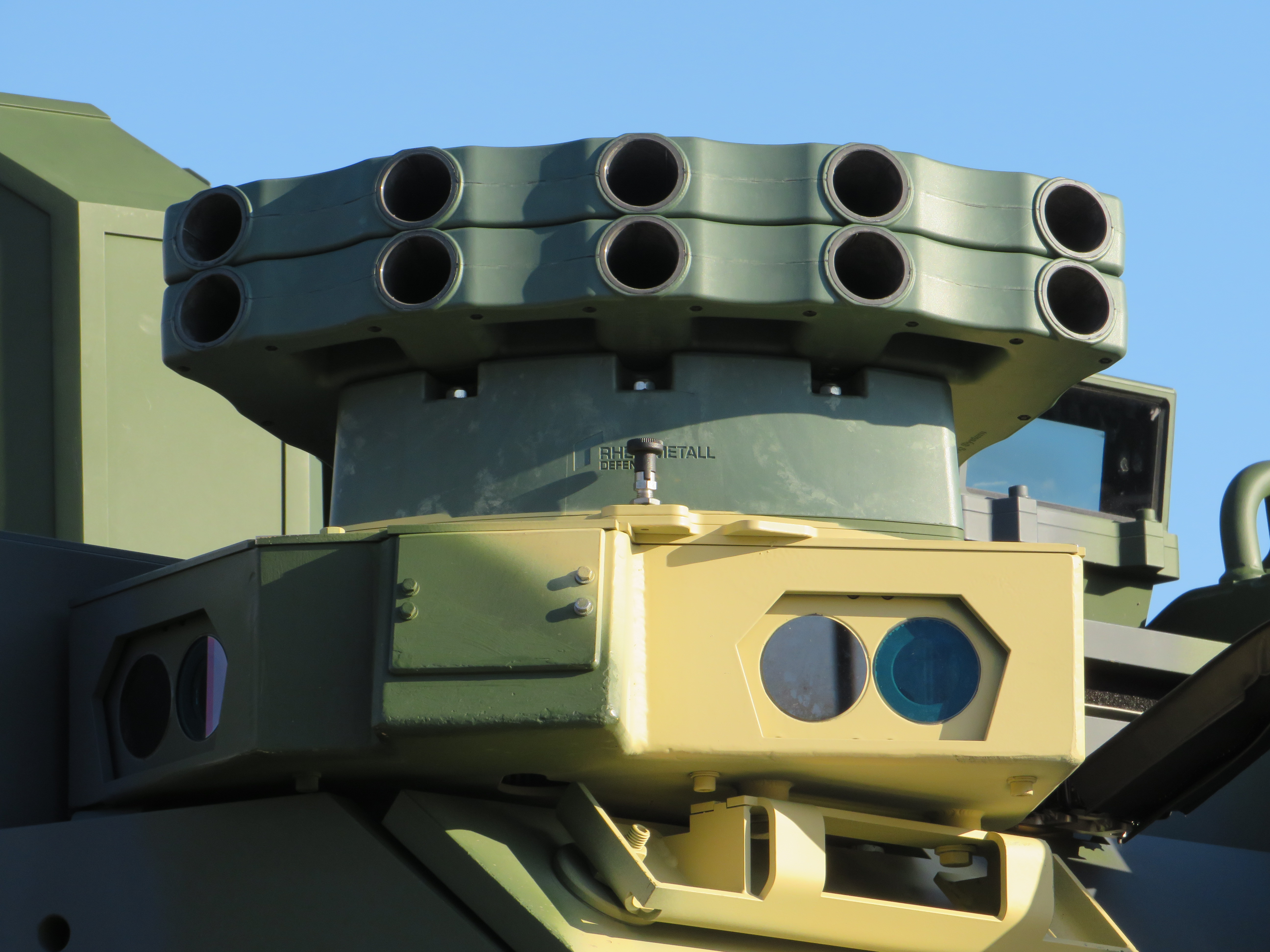
ROSY ködgránátvetők, alattuk a lézerbesugárzást érzékelő rendszerrel, amely automatikusan beindítja ködfüggöny képződést ha fenyegetést észlel

## Érzékelő és tűzvezető rendszerek
A Lynx harcjármű fejlesztése során kiemelt szempont volt a személyzet és a hordozott katonák számára az elérhető legjobb harcászati helyzetkép biztosítása. A cél elérése érdekében számos érzékelőrendszer került beépítésre.
Az úgy nevezett SAS rendszer hat kamerája 360 fokos megfigyelési lehetőséget biztosít: a személyzet éjjel-nappal teljesen tisztán láthatja a jármű környezetét.
Ugyancsak a rendszer részét képezi az LWS érzékelő egység, amely körkörösen képes az általánosan használt lézertávmérő és célrávezető lézerek sugarait érzékelni és figyelmezteti a személyzetet, hogy támadás várható. Szükség esetén automatikusan aktiválja a ROSY típusú ködgránátvetőket, fedezve a jármű visszavonulását.
A tornyon található ASLS akusztikai lövésérzékelő rendszer is, amely háromszögeléssel meghatározza a fenyegetés helyét és jellegét. A lövésérzékelő rendszer képes a jármű fegyverzetét automatikusan a lövés irányába fordítani a mielőbbi ellen-tűzcsapás érdekében.
Az irányzó és a parancsnok stabilizált elektrooptikai érzékelőrendszerei (SEOSS) teljesen megegyeznek, szükség esetén egymással kicserélhetők, egymás feladatait elláthatják. Az eltérés a beépítés módjában tapasztalható: SEOSS–2S az irányzó figyelőműszere fix: a toronnyal együtt mozog, míg a SEOSS–2P, a parancsnok figyelőműszerei 360°-ban körbe forgatható a torony állásától függetlenül. Ez utóbbi önálló fegyverzettel is rendelkezik MSSA rendszer formájában (lásd alább). A lövegtorony tetején elhelyezett parancsnoki SEOSS–2P páncélozott burkolat védi, amely ellenáll 7,62 mm-es páncéltörő lövedékeknek (STANAG 4569 – 3. szint). Az irányzó optikáját a torony saját páncélzata védi a lövedékektől illetve szükség esetén egy páncéllemez húzható elé a védelmét növelendő – értelemszerűen ilyenkor nem használható az eszköz. Mindkét SEOSS rendszer rendelkezik 10x optikai nagyításra képes nappali és éjszakai kamerarendszerrel, amelyek 1024x768 felbontásúak. Az éjszakai képet egy 3. generációs Saphir hőképalkotó kamera biztosítja. A nappali optikai rendszer észlelési távolsága ("valami van ott!") több mint 18 km, az észlelt tárgy jellegének megállapítását (pl. jármű, ember stb.) több mint 8,5 km-ről teszi lehetővé, konkrét azonosítást (pl. jármű típusa, a személy férfi vagy nő) több mint 4,5 km-ről lehetséges. Az éjszakai képet biztosító hőkamera értékei még ennél jobbak, rendre: 17 km, 9 km és 5 km. Mindez 2,3x2,3 m méretű NATO szabvány célokra értendő.
Mindkét műszer rendelkezik lézeres távolságmérővel, amely 10 km távolságig képes 5 m pontosság mérni.
A digitalizált elektrooptikai rendszer képes mozgásérzékelésre és automata célkövetésre. A digitális tűzvezetés keretében egyetlen képernyőn elérhető a lézertávmérő adatai, rögzíthető lövéssorozat, lőszerszámláló, különböző kameraképek megjelenítése és számos egyéb funkció is. A parancsnok bármikor képes átvenni az irányzó teljes feladatát, vagy célt jelölhet ki a számára (ez az ún. „hunter-killer” képesség). A Lynx rendelkezik az ún. „killer-killer” képességgel, vagyis az irányzó és parancsnok önállóan, egymástól függetlenül küzdhet le célokat. Utóbbi az MSSA fegyverzettel teheti meg ezt, amíg az irányzó főfegyverzettel tüzel.

## Fegyverzet
A Lynx KF41 harcjárművek fő fegyverzete a kétfős Lance 2.0 lövegtoronyba épített MK30-2/ABM 30 mm-es gépágyú, amely képes programozott, a járműtől meghatározott távolságára felrobbanó (ún. ABM) lövedékek kilövésére. A programozott ABM lövedékek cél felett vagy egy épületen belül robbanva jelentős repesz hatást fejtenek ki, így pusztítva a fedezék mögé rejtőzött ellenséges erőket. Egy 30x173 mm-es ABM lövedék 162 darab 1,24 grammos kemény wolfram-karbid hengert tartalmaz – ezek biztosítják a megfelelő repeszhatást. Amennyiben a lövedék program-parancs (időzítés) nélkül hagyja el a csövet, úgy hagyományos repesz-romboló lövedékként viselkedik és a célba csapódva fejti ki hatását. A 30x173 mm-es lőszert tüzelő gépágyú hatásos lőtávolsága mintegy 3000 méter, elméleti tűzsebessége pedig 200 lövés percenként, de akár egyetlen lövést is le tud adni. A könnyebben páncélozott célok leküzdésére a DM–33 típusú APFSDS–T lőszer alkalmas, amely 1000 m-ről tüzelve 53 mm "hagyományos" hengerelt homogén páncélzatot (RHA) képes átütni 60 fokos becsapódási szög esetén. Olyan erősen páncélozott célok ellen, mint a modern harckocsik a gépágyú szinte teljesen hatástalan, így azokat a Lynx irányított páncéltörőrakétákkal semmisítheti meg.
A teljesen elektromos mozgatású és 360 fokban körbe forgatható toronyban elhelyezett löveg vízszinteshez képest -10 és +45 fokos tartományban emelhető, aminek következtében légi célok ellen korlátozottan alkalmazható. A gépágyú ún. kettős táplálású, vagyis két irányból, két különféle típusú lőszert képes betölteni, így az irányzó tüzelés előtt eldöntheti, hogy például repesz-romboló vagy páncéltörő lőszerrel szeretne lőni. A gépágyú számára egyszerre 200 lőszer érhető el. A lőszerkészlet akár belülről, a jármű elhagyása nélkül is újratölthető, amennyiben legalább 25 lőszer marad még a hevederben. Ha teljes lőszerkészletet kilőtték, akkor csak kívülről tölthető újra a gépágyú. A Lance 2.0 lövegtorony alkalmas arra, hogy igény esetén a 35x228 mm-es lőszert tüzelő MK35F / WOTAN 35 gépágyút is befogadja, így növelve Lynx KF41 tűzerejét.
A jármű másodlagos fegyverzete egy párhuzamosított 7,62 mm-es géppuska, amely a szériajárműveknél a löveg jobb oldalán kapott helyet és mintegy 500 lőszeres javadalmazással bír. A géppuska típusát a rendszeresítő ország hadereje szabadon megválaszthatja: szinte bármilyen típus integrálható. A Lynxet elsőként rendszeresítő Magyar Honvédség esetében ez az FN MAG géppuska lesz.
A jármű fegyverzetéhez tartozik még a torony tetején elhelyezett MSSA, azaz a SEOSS–2P parancsnoki figyelőműszerrel vezérelhető távirányított fegyverrendszer, amelybe többféle fegyver is integrálható. Az MSSA fegyverzete teljesen körbe forgatható, akár 70 fokig is emelhető és 7,62 mm-es géppuskától kezdve a 12,7 mm nehéz géppuskán át a 40 mm-es automata gránátvetőig (pl. MK19 vagy GMG) bezárólag sokféle fegyvert képes kezelni. A Magyar Honvédség harcjárműveinek MSSA fegyverzete várhatóan az M2HB nehéz géppuska lesz.
A Lynx harcjármű legnagyobb pusztítóerejű és legnagyobb hatótávolságú fegyvere a Spike LR2 páncéltörő rakéta, amelyből alapesetben kettőt, de szükség esetén akár négyet is képes hordozni a torony oldalára szerelhető indítókból. A Spike LR2 hatótávolsága 5500 méter és 700 mm-nél is vastagabb páncélzat (RHA) átütésére is képes. A Lynx a torony oldalán hordozott 2 vagy 4 rakéta mellett további kettőt vihet magával a jármű belsejében, amelyek betöltéséhez azonban szükséges a jármű elhagyása. Az egyik rakéta indító helyére különféle célspecifikus konténerek, kiegészítő berendezések szerelhetőek. (Példaként a Rheinmetall egy felderítő drónt említ.)

A Magyar Honvédség Lynx harcjárművein egy kétrakétás Spike indító található csak. 

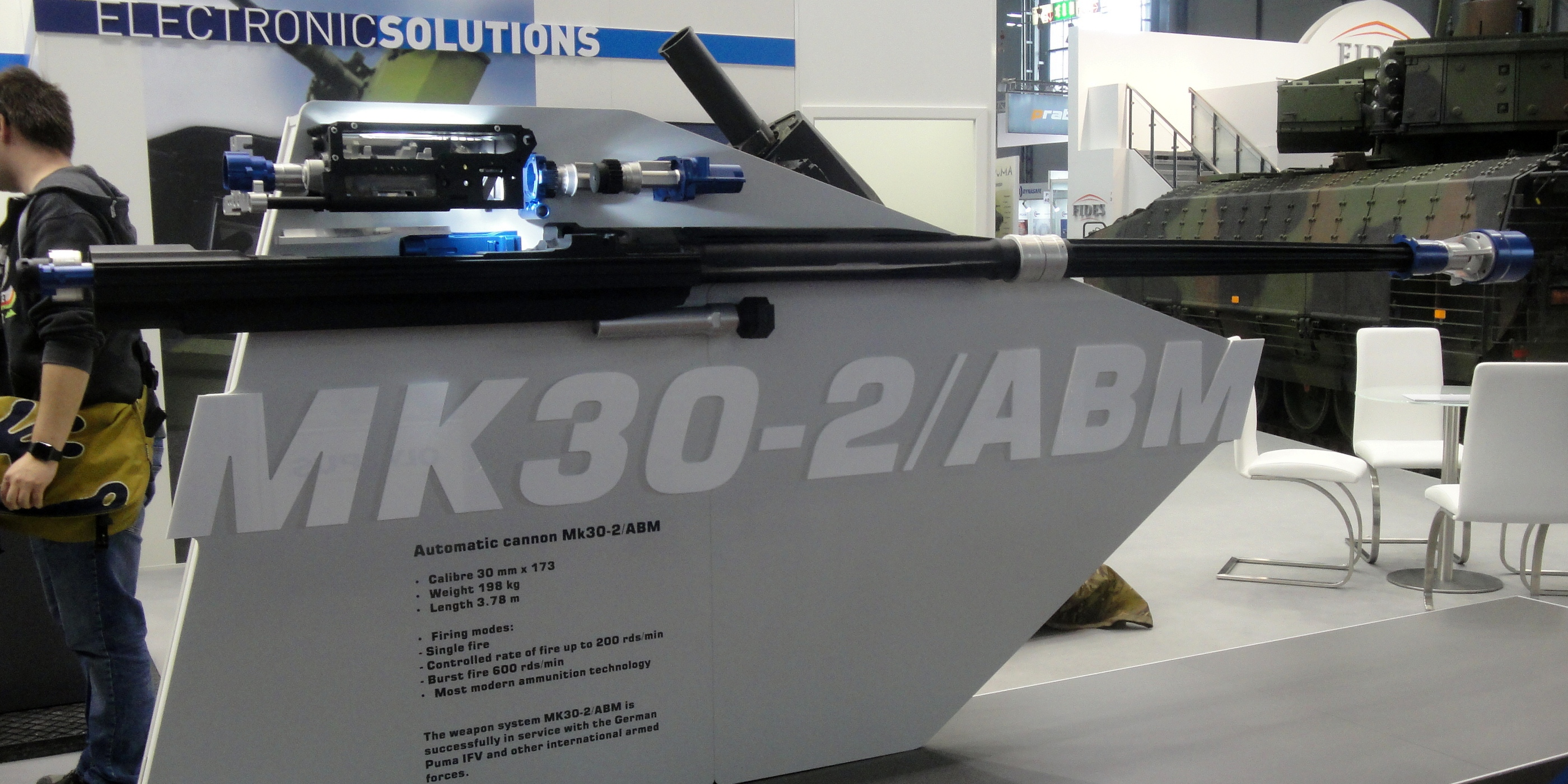
MK30-2/ABM gépágyú
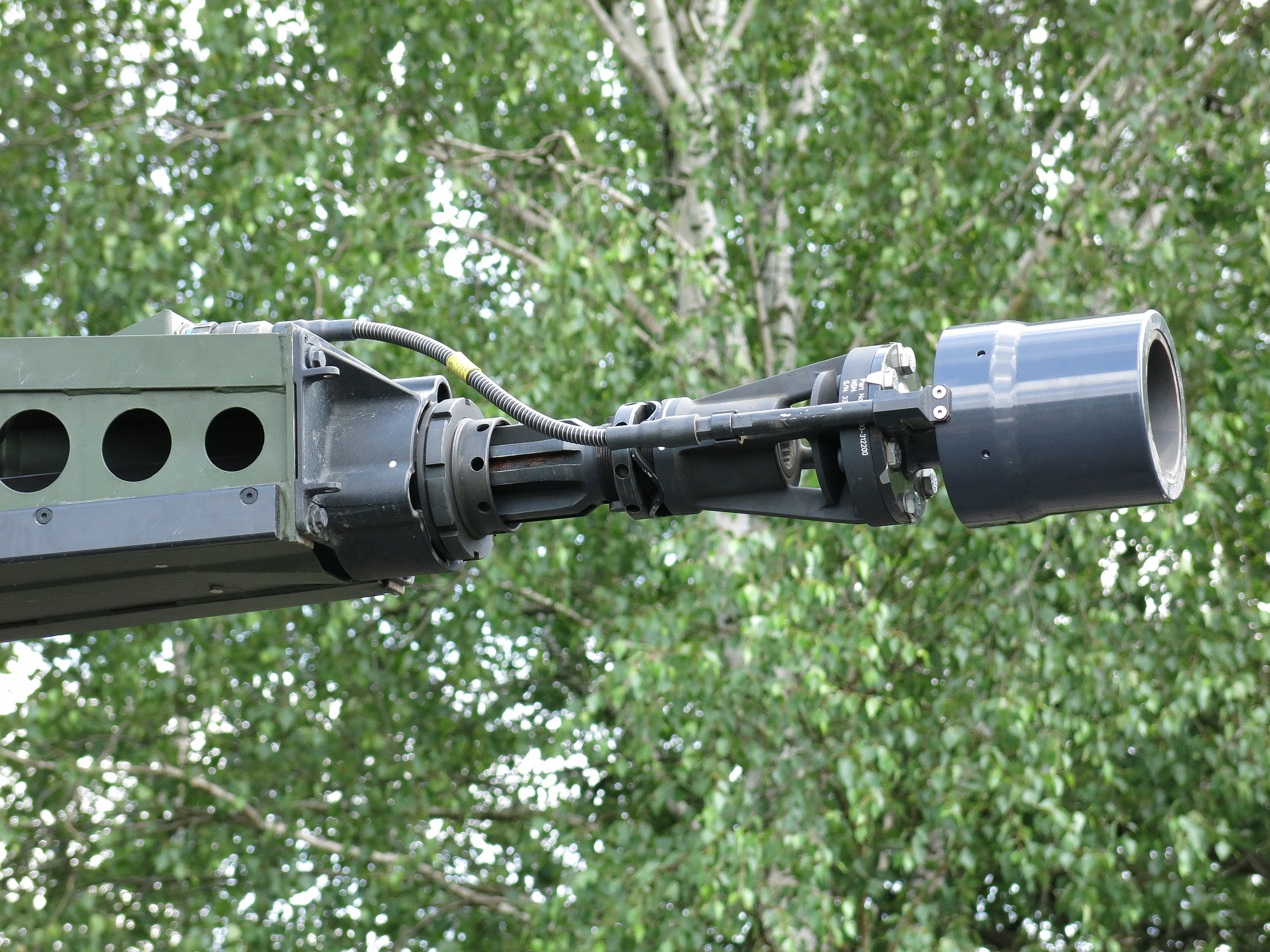
A lőszer-programozó műszer a cső végén, ami lényegében egy elektromágneses tekercs
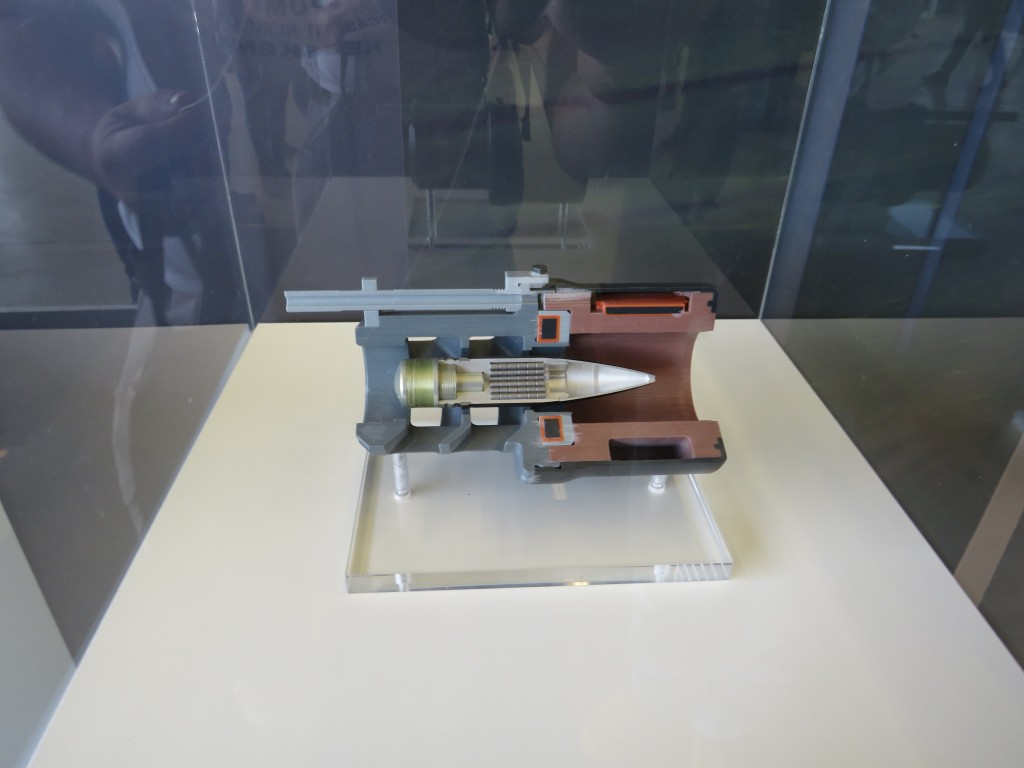
Szemléltetés végett felnyitott ABM lőszer és programozó tekercs
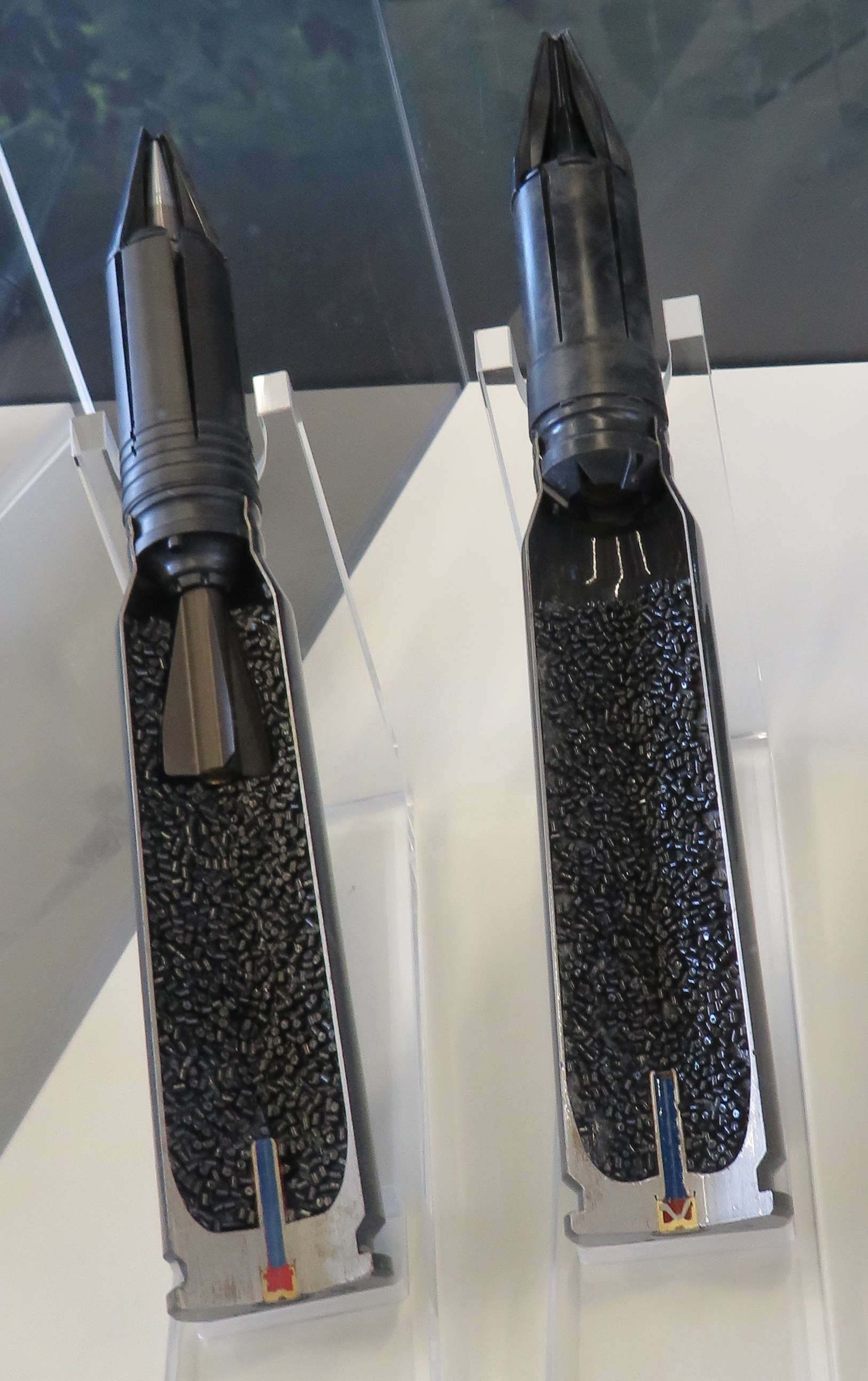
30 mm-es APFSDS-T páncéltörő lőszer és gyakorló változata

## Összehasonlítás
|                               | Lynx KF41              | PUMA                                            | CV90 Mk.IV                            | Kurganez-25                | BMP-3                   | M2 Bradley                |
| ----------------------------- | ---------------------- | ----------------------------------------------- | ------------------------------------- | -------------------------- | ----------------------- | ------------------------- |
| Fejlesztő ország              | Németország            | Németország                                     | Svédország                            | Oroszország                | Oroszország             | Amerikai Egyesült Államok |
| Hadrendbeállítás éve          | 2022                   | 2015                                            | Az Mk.IV verzió még nincs rendszerben | még nincs rendszerben      | 1987                    | 1981                      |
| Hossz                         | 7.73 m                 | 7,6 m                                           | 6,55 m                                | 7,2 m                      | 7,14 m                  | 6,55 m                    |
| Szélesség                     | 3,3 m                  | 3,9 m                                           | 3,1 m                                 | 3,2 m                      | 3,2 m                   | 3,2 m                     |
| Magasság                      | 3,43 m                 | 3,6 m                                           | 2,7 m                                 | 2,5 m                      | 2,4 m                   | 2,98 m                    |
| Harci tömeg                   | 45 t                   | 42 t                                            | 37 t                                  | 25 t                       | 18,7 t                  | 26,7 t                    |
| Fajlagos teljesítmény         | 18,8 kW/t              | 19 kW/t                                         | 20,1 kW/t                             | 23,8 kW/t                  | 20 kW/t                 | 16,18 kW/t                |
| Személyzet                    | 3+8 fő                 | 3+6 fő                                          | 3+7 fő                                | 3+8 fő                     | 3+7 fő                  | 3+6 fő                    |
| Páncélvédettség (STANAG 4569) | 6. szint               | 4. szint, 6.-ra hozható kiegészítő páncélzattal | 4. szint, szemből 6. szint            | 5. szint (becsült)         | 4. szint                | 4. szint                  |
| Aktív védelem (APS)           | van (StrikeShield)     | nincs                                           | nincs                                 | van                        | nincs                   | nincs                     |
| Elsődleges fegyverzet         | 30 mm MK30–2/ ABM      | 30 mm MK30–2/ ABM                               | 30mm vagy 35 mm Bushmaster            | 30mm 2A42 vagy 57 mm BM-57 | 100mm 2A70 + 30 mm 2A72 | 25mm Bushmaster           |
| Másodlagos fegyverzet         | 7,62 mm géppuska       | 5,56 mm / 7,62 mm géppuska                      | 7,62 mm géppuska                      | 7,62 mm géppuska           | 7,62 mm géppuska        | 7,62 mm géppuska          |
| Fegyverállvány (RCSW)         | 1db 7,62mm/12,7mm/40mm | nincs                                           | 1db 7.62mm/12,7mm/40mm                | nincs                      | nincs                   | nincs                     |
| Páncéltörő rakéta             | 2 db Spike             | 2 db Spike                                      | 2 db Spike                            | 4 db Kornet-EM             | 8 db Bastion            | 2 db TOW-2                |

(Információk forrása a típusok angol nyelvű Wikipédia szócikkei.)

## Típusváltozatok
A Lynxnek számos speciális feladatú változatát tervezi kifejleszteni a Rheinmetall vállalat kihasználva a típus moduláris kialakítását.

### Gyalogsági harcjármű (IFV)
Ez az "alapváltozat", amely fent részletesen bemutatásra került. Ez a változat fogja adni a Honvédség és más rendszeresítő országok járműparkjának zömét.

### Műszaki-Mentő (CRV/CSV)
A műszaki-mentő változat sérült, meghibásodott illetve elakadt Lynx járművek mentését, javítását segíti. Eddig egy prototípusa ismert, amelyet az Rheinmetall ausztrál tenderre fejlesztett ki és nevezett be. A jármű egy ausztrál fejlesztésű 5 tonnás kompakt daruval és a deszanttér helyén egy lapos platóval rendelkezik, ahol cserére szánt power-pack szállítható. Lynx alapú műszaki-mentő változat nem kerül rendszeresítésre a Magyar Honvédségnél, mivel a Lynx megrendelésével egyidőben a Honvédség 9 darab Büffel nehéz műszaki-mentő járművet is rendelt. A Leopard 2 harckocsi alvázra épített jármű fogja ellátni a Lynx harcjármű-flotta támogatását, de szükség esetén a nehezebb Leopard 2 harckocsikat is képes segíteni, menteni.

### Légvédelmi változat (SPAAG/VSHORAD)

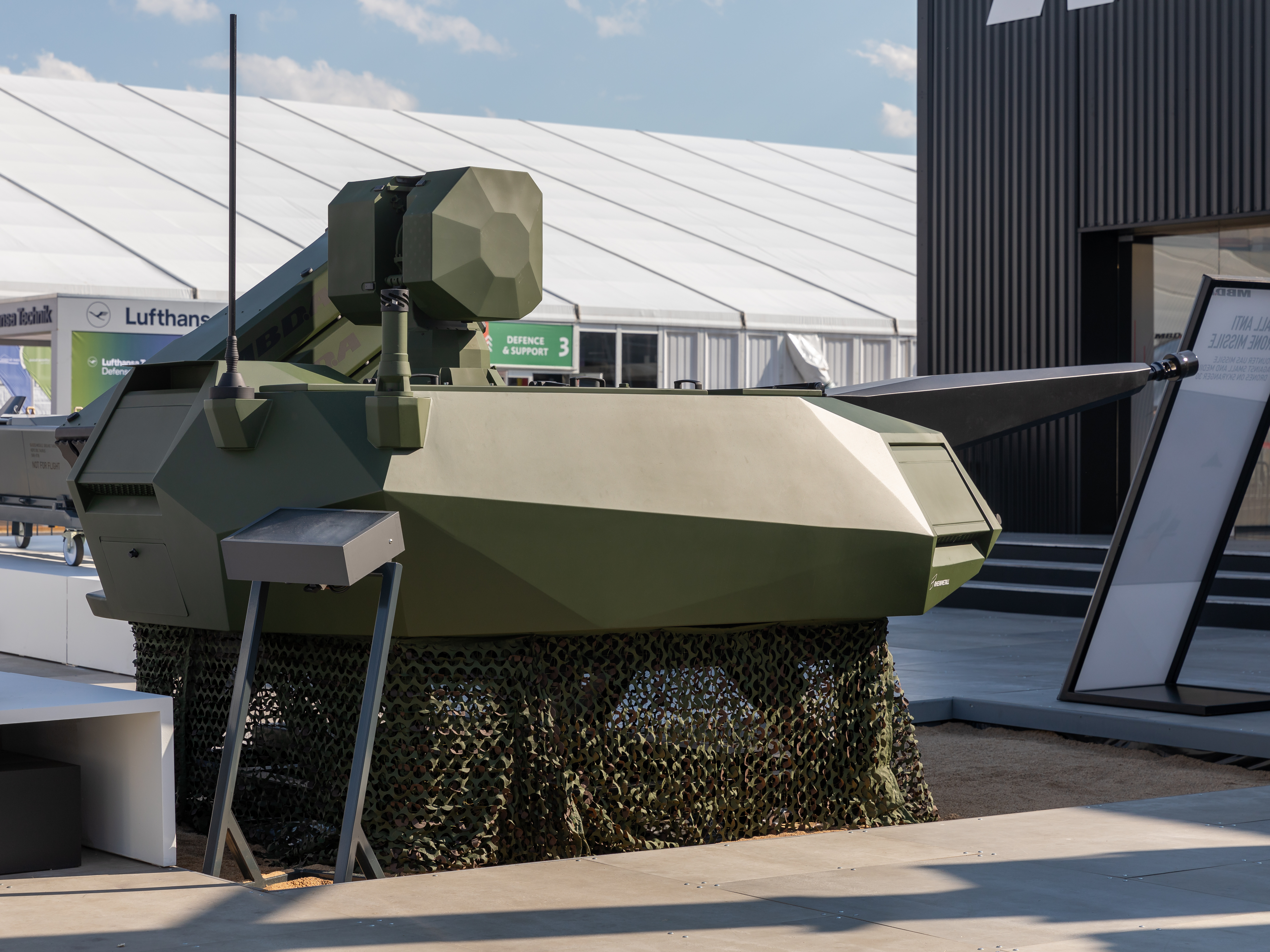
A Skyranger 30 légvédelmi torony három radarantennával biztosítja a körkörös lefedettséget

A 2020-as örmény-azeri háború (ún. második hegyi-karabahi háború) fontos tanulsága volt a drónok (UAV) térnyerése és "háború eldöntő képessége". Az ukrajnai háború is drónok még intenzívebb használatát hozta magával. A drónveszély felismerése egyre inkább igényt támaszt a világ haderői részéről közeli és nagyon közeli hatótávolságú légvédelmi rendszerek iránt. Ezeket a képességeket a legtöbb haderő leépítette vagy meg is szüntette a hidegháború utáni évtizedekben. A Rheinmetall a Skyranger 35 illetve a kisebb, sokoldalúbb Skyranger 30 gépágyús tornyokra épülő rendszereit ajánlja a drónok elleni harcra. A Magyar Honvédség aktívan érdeklődik egy Lynx alapú mobil légvédelmi rendszer iránt.
"Két héttel ezelőtt jelentettünk be egy légvédelmi fejlesztést, a Lynx alapjára szerelt légvédelmi gépágyúfejlesztési programot, amelynek a gyártása szintén Magyarországon fog történni;(...)" – hangzott el az Országgyűlés Honvédelmi és rendészeti bizottságának 2021. június 8-án tartott ülésén
Sajtó információk szerint alapváltozattal (IFV) azonos lőszert tüzelő Skyranger 30 kerül majd Magyarországon rendszeresítésre, amely önálló radarral és optikai felderítő képességgel valamint 2 vagy 4 kis hatótávolságú Mistral légvédelmi rakétával rendelkezik majd. A gépágyú maximális hatásos lőtávolsága 2500-3000 méter, a Mistral rakéta pedig 8 km-re lévő célokat támadhat sikeresen.
2023. szeptember 19-én megjelent interjúban Böröndi Gábor vezérezredes, Honvéd Vezérkar főnöke megerősítette, hogy a Lynx harcjárműre telepített Skyranger légvédelmi rendszer beszerzésének szándékát. Egy 2023. december 15-én aláírásra került 30 millió euró értékű szerződés értelmében a Rheinmetall kifejleszti a magyar igényekre szabott légvédelmi Lynx harcjárművet Skyranger 30 toronnyal és Mistral rakétákkal felszerelve. Az első tesztpéldány átadása 2024-ben várható Magyar Honvédség számára. A Rheinmetall szakemberei szerint a csapatpróbákat követően 2025 végére, 2026 elejére érheti el a rendszer a hadrafoghatóságot
Ez a változat nem része a leszerződött 209 Lynx harcjárművet tartalmazó "csomagnak", így a légvédelmi változathoz további Lynx harcjárművek rendelése várható. Meg nem erősített sajtóhírek szerint Magyarország 18 db Skyranger 30 légvédelmi járművet tervez vásárolni.

### Aknavetős változat (MC)
Gépesített lövészalakulatok többnyire rendelkeznek indirekt tűztámogató képességgel, ami jellemzően 120 mm-es aknavetők formájában nyilvánul meg. A Rheinmetall prezentációiban a finn NEMO félautomata aknavetőket ajánlja Lynx harcjárműveihez, és a Honvédség tűztámogató Lynx harcjárművei is ezzel az aknavetővel lesznek felszerelve. Ezekből 24 darabot rendszeresít a Honvédség.

### Páncélozott Szállító Harcjármű (APC)
Lövegtorony nélküli változat, amely egy távirányítású fegyverállvánnyal (RWS/RCWS) van felszerelve, amely 7,62 mm-es géppuskától kezdve a 12,7 mm nehéz géppuskán át a 40 mm-es automata gránátvetőig bezárólag sokféle fegyvert képes kezelni. A páncélozott szállító harcjármű elsődleges feladata a lövészek védett szállítása, és azok harcának támogatása. A nagy kaliberű fegyverzetet nem használó speciális változatok (lásd alább) szintén hasonló kialakításúak, speciális feladatorientált berendezéseikben térnek csupán el. A PSZH változatról eddig csak grafikák kerületek bemutatásra. Magyarországi rendszeresítéséről egyelőre nincs információ.

### Mobil vezetési pont (C2/C3)
Külső megjelenésében nagyon hasonlít majd várhatóan a PSZH/APC verzióhoz, leginkább infokommunikációs eszközeiben és belső elrendezésében tér el. Önvédelmi célból egy távirányítású fegyverállvánnyal (RWS/RCWS) van felszerelve. Feladata nagyobb, legalább zászlóaljszintű alakulatok műveleteinek koordinálása és irányítása. Egy prototípus került eddig bemutatásra a 2018-as Eurosatory szakkiállításon. A Rheinmetall a Magyar Honvédséggel közösen, annak igényeihez igazodva fejleszti a Lynx parancsnoki változatát, amelyek aztán rendszeresítésre is kerülnek.

### Sebesültszállító
Külső megjelenésében nagyon hasonlít majd várhatóan a PSZH/APC verzióhoz, leginkább belső elrendezésében tér el. Önvédelmi célból opcionálisan egy távirányítású fegyverállvánnyal (RWS/RCWS) van felszerelve. Feladata sebesültek frontvonalból történő kimentése. A Rheinmetall a Magyar Honvédséggel közösen, annak igényeihez igazodva fejleszti a Lynx sebesült szállító változatát, amelyek aztán rendszeresítésre is kerülnek.

### Lynx-120 könnyű harckocsi
Lynx 120 néven is emlegetett könnyű harckocsi egy 120 mm-es harckocsi ágyúval felszerelt Lynx harcjármű, amelyből a fotók tanúsága szerint már prototípus is létezik. A lövegtorony a Rheinmetall saját fejlesztése és a Leopard 2 harckocsi módosított lövegére épül, amely képes DM11 programozott lőszer kilövésére. Lynx 120 könnyű harckocsi magyarországi rendszeresítéséről nincs információ, ugyanakkor ez eléggé valószínűtlen 2023 decemberében bejelentett KF51 harckocsifejlesztési projekt tükrében.

### Felderítő
Eddig csak grafikák jelentek meg erről a változatról. Ezek alapján kialakítása nagymértékben megegyezik a gyalogsági harcjármű (IFV) változattal, néhány speciális felderítő műszer terén lehet eltérés. A Magyar Honvédség is rendszeresíteni fogja a Lynx felderítő változatát.

### Tüzérségi megfigyelő
Eddig csak grafikák jelentek meg erről a változatról. Ezek alapján kialakítása nagymértékben megegyezik a PSZH/APC verzióval, néhány speciális felderítő műszer terén lehet eltérés. A Magyar Honvédség is rendszeresíteni fogja a Lynx tüzérségi megfigyelő változatát.

### Sofőrkiképző
Fegyverzet nélküli jármű harcjárművezetők kiképzéséhez

## Üzemeltetők

### Üzemeltetők
Magyarország
2020. augusztus 16-án a magyar állam szerződést írt alá a német Rheinmetall céggel Lynx gyalogsági harcjárművek gyártására Magyarországon. 2020. szeptember 9-én 209 darab Lynx gyalogsági harcjárművet rendeltek meg, amelyből 163 darabot a zalaegerszegi Rheinmetall Hungary Zrt. gyárt le.
A járművet a Rheinmetall StrikeShield aktív védelmi rendszerével szerelik fel. Az első, még Németországban készült Lynx harcjárművek 2022-ben érkeznek Magyarországra, és ugyan ebben az évben tervezik a zalaegerszegi gyár tesztüzemét is.
A megrendelt mennyiség a bejelentés óta 256 harcjárműre emelkedett egy az Országgyűlés Honvédelmi és rendészeti bizottságának egyik jegyzőkönyve szerint, bár azóta ezt más forrás nem igazolta vissza. Az eredeti, 2020-as bejelentés 218 darab Lynx harcjárműről szólt. A Rheinmetall sajtóközleményei 2022 óta azonban már csak 209 járműről szólnak. Az eltérés oka, hogy korábbi tervekkel ellentétben 9 darab hídvető harckocsi Leopard 2 alvázon fog érkezni Lynx helyett (lásd: Leguan), mivel ez így gyorsabb és költséghatékonyabb.
A megrendelt Lynx mennyiséggel három lövészzászlóaljat kívánnak felszerelni.
A Rheinmetall a Magyar Honvédséggel közösen, annak igényeihez igazodva fejleszti a Lynx parancsnoki, mentő-sebesült szállító illetve 120mm aknavetővel felszerelt tüzérségi változatát.
2022 október 15-én Budapesten adták át hivatalosan a Lynx harcjármű első széria-gyártású példányát. Az első Lynx harcjárművek otthona Hódmezővásárhelyen lesz.
A Rheinmetall közleménye szerint a Magyar Honvédségnek hét változatban szállítja majd a Lynx harcjárműveket:
- Gyalogsági harcjármű – az alapváltozat
- Mobil harcálláspont – a parancsnoki verzió
- Felderítő
- Tüzérségi felderítő / megfigyelő
- Önjáró aknavető – 120 mm-es NEMO félautomata aknavetővel felszerelt változat, amelyekből 24 darabot rendszeresít a Honvédség.[28]
- Mentő, sebesült kihordó
- Sofőr-kiképző – fegyverzet nélküli jármű harcjárművezetők kiképzéséhez

2023. január 12-én elkezdődött az első Magyarországon készülő Lynx harcjármű próbagyártása a Rheinmetall zalaegerszegi telephelyén. A gyár hivatalos átadására 2023 augusztus 18-án került sor. Július 24-én hivatalosan is átadták az első Magyarországon készült Lynx harcjárművet a Magyar Honvédség számára.
2025 januárjáig 46 darab Lynx harcjármű került átadásra a Magyar Honvédség számára. Az utolsó példány átadására 2030-ban kerül sor várhatóan.
A Magyar Honvédség Lynx harcjárműveiből három gépesített lövészzászlóalj kerül kialakításra: kettő Hódmezővásárhelyen, egy pedig Debrecenben. Egy gépesített lövészzászlóalj 45 darab Lynx lövészpáncélost (IFV-t) fog tartalmazni, amelyeket speciális feladatkörű harcjárművek fognak támogatni. Egy gépesített lövészzászlóalj három lövészszázadból, egy harctámogató századból és egy kiszolgáló századból fog állni. Ez utóbbi logisztikai támogatást nyújt, míg harctámogató század tartalmaz egy aknavetős üteget (egyelőre vontatott M12-esekkel, később Lynx-alvázas önjáró aknavetőkkel felszerelve), egy felderítő szakaszt, egy drón-szakaszt, egy mesterlövész-rajt és egy páncéltörő szakaszt. Ez utóbbiak később feloszlatásra kerülnek, amint a Spike-rakéták integrációja befejeződik a Lynx IFV-kre. 
 Ukrajna
Az első 10 darab Lynx harcjárművet 2024 december végén szállították Ukrajnába, amelyekkel kezdetben csak tesztelni fognak.

### Potenciális jövőbeni üzemeltetők
- Amerikai Egyesült Államok – Az RM amerikai cégekkel összefogva pályáz a Bradley harcjárművek leváltását célzó XM30 OMFV programra. A Lynx döntőbe jutott a Griffin III harcjárműve együtt, ahol két típus 11-11 példányának alapos tesztelése után választják ki a Bradley utódját.[42] A végső döntés 2025-2027 között várható[43]
- Görögország – Görögország 205 Lynx harcjármű beszerzését tervezi helyi összeszereléssel együtt is.[44]
- Irak – Az iraki kormány 2022 márciusában tárgyalásokba kezdett a Lynx harcjármű esetleges beszerzéséről.[45]
- Olaszország – 2024. július 3-án a Rheinmetall és a Leonardo vállalatok bejelentették, hogy vegyes vállalatot hoznak létre KF51 harckocsik és Lynx harcjárművek gyártására az olasz hadsereg számára.[46]

### Sikertelen értékesítések, tenderek
- Ausztrália – Az ausztrál kormány a Lynx konkurensét a dél-koreai K21 Redbacket választotta végül. A beszerzési programot jelentősen visszavágták: 129 harcjármű kerül beszerzésre korábban tervezett 450 helyett.[47]
- Szlovákia – Szlovákia mintegy 152 db lánctalpas gyalogsági harcjárművek beszerzését tervezi 1,739 milliárd euró értékben. A tenderen a Lynx az egyik esélyes harcjármű, versenytársai: svéd-brit CV90 Mk.IV, lengyel Borsuk, spanyol-amerikai ASCOD-2. Négy változat beszerzését tervezi: 131 gyalogsági harcjármű, 15 parancsnoki, irányítási és rádiókommunikációs (C3) gyalogsági harcjármű, három páncélozott mentőjármű (sebesült szállító) és három műszaki segítségnyújtó jármű.[48] Az ajánlatokat közvetlenül a gyártóország kormányaitól várja a szlovák kormány, ahogy fegyverbeszerzéseknél sok esetben lenni szokott. A magyar kormány a Rheinmetallal közösen nyújtotta be az ajánlatát kedvező finanszírozási konstrukciót kínálva.[49][50] A Rheinmetall 2022 márciusi közleménye szerint szerint a szlovák Lynx járművek összeszerelése Szlovákiában történt volna jelentős részben Magyarországon készült elemekből. A tervek szerint a 30 millió EUR befektetéssel készülő 150 főt foglalkoztató összeszerelő üzem Szepsi (Moldava nad Bodvou) városában lett volna, amely Kassa mellett található.[51] A szlovák hadsereg összehasonlító tanulmányában szoros versenyben a Lynx a harmadik helyen végzett 257 ponttal. A tanulmány CV90 Mk.IV harcjárműt értékelte a legjobbra 292 ponttal, míg második helyre az ASCOD-2 került 279 ponttal.[52] A Borsuk gyártója nem tudott járművet küldeni a kiválasztási próbára, így lényegében kiesett a versenyből: csupán harminc pontot kapott.[53] 2022 június 28-án megszületett a szlovák kormány döntése: 35 mm-es gépágyúval felszerelt CV90 Mk.IV harcjárművek kerülnek megrendelésre.[54]
- Csehország – Az évek óta csúszó cseh harcjárműbeszerzési tendert 2021. november. 6-án eredménytelennek nyilvánították.[55] A cseh kormány 2022 júliusában a CV90 Mk.IV harcjárművek beszerzéséről kezdett tárgyalásokat, mivel más gyártók nem voltak hajlandók teljesíteni a kormány kérését az eredménytelennek nyilvánított beszerzési projekt kapcsán keletkezett kárigényük elengedését illetően.[56] 2023 májusára meg is született a megállapodás 246 db CV90 Mk.IV típusú harcjármű vásárlásáról.[57]

## Galéria

Lynx harcjárműcsalád változatai
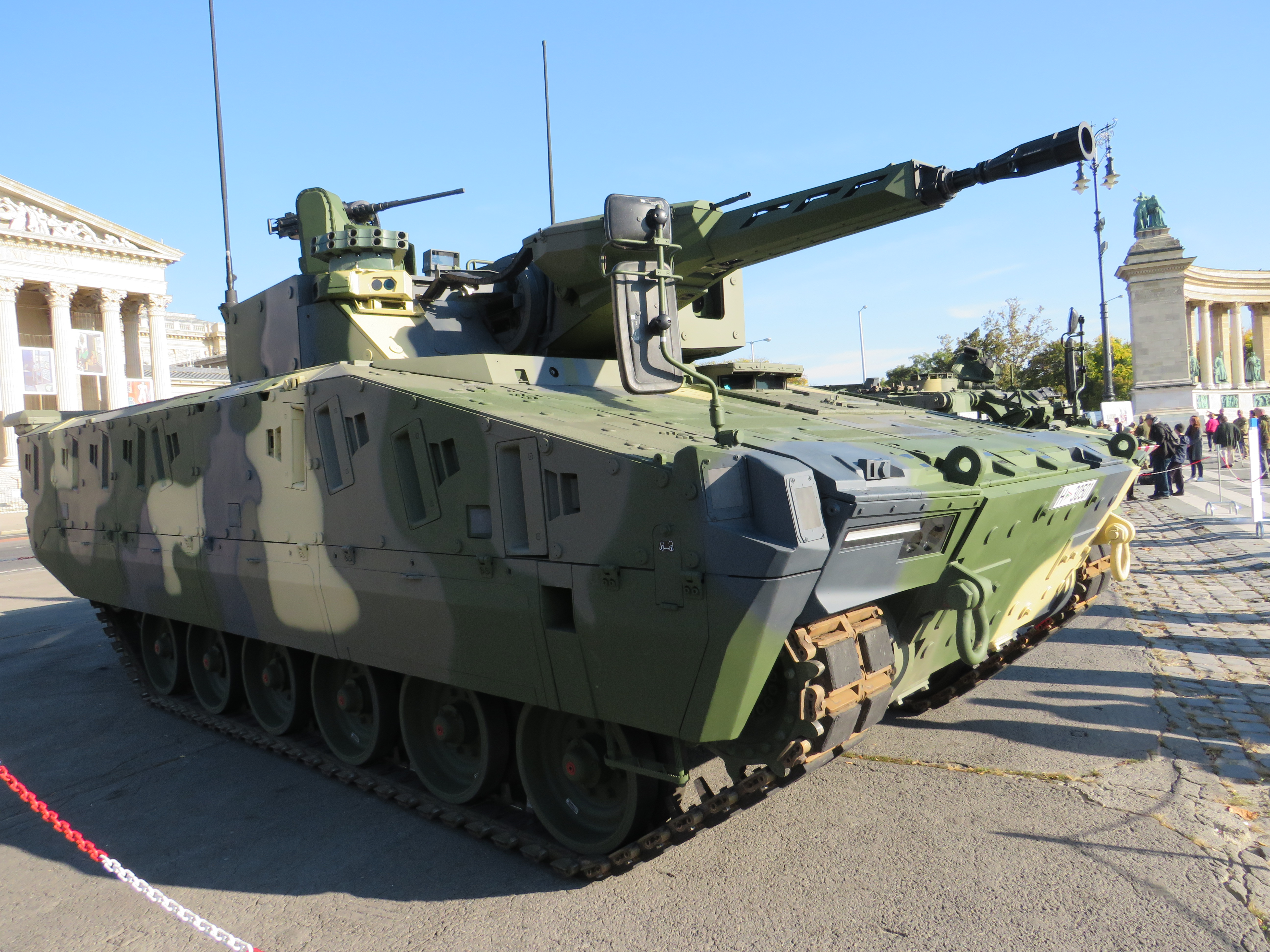
Az első széria-gyártott Lynx KF41-es magyar színekben
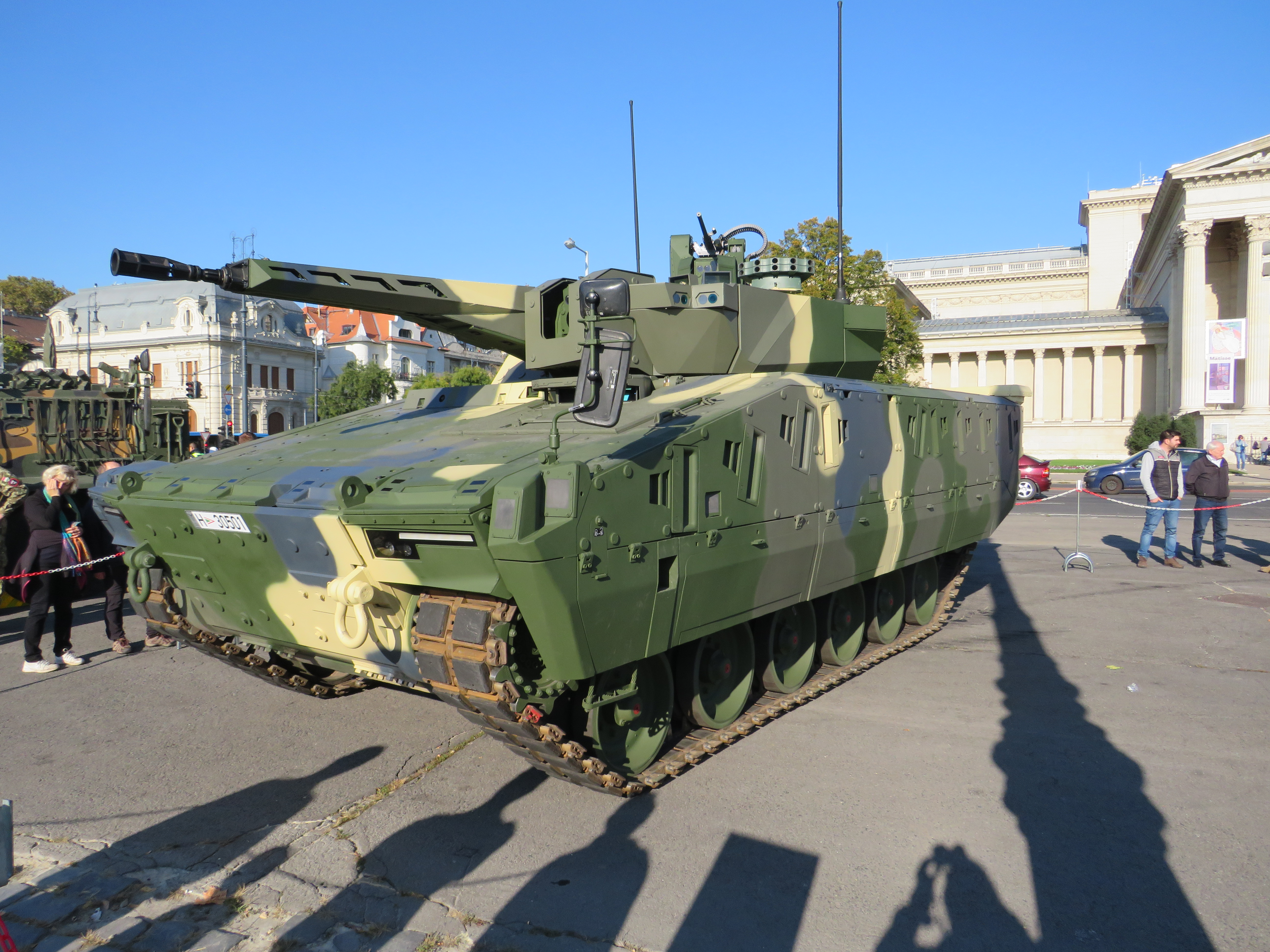
Az első széria-gyártott Lynx KF41-es oldalán jól láthatóak a StrikeShield APS érzékelői és töltetei
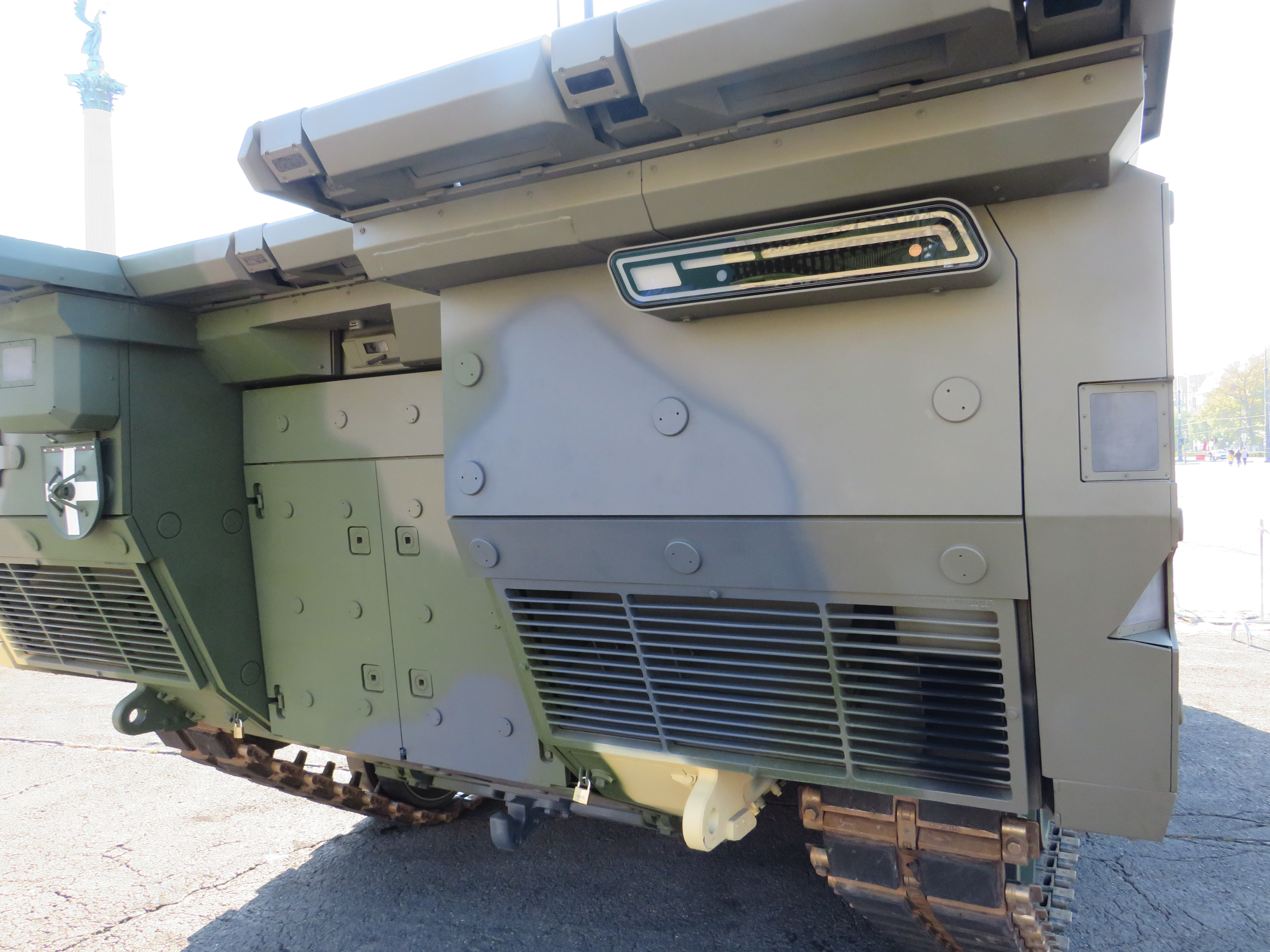
Az első széria-gyártott Lynx KF41-es hátulról
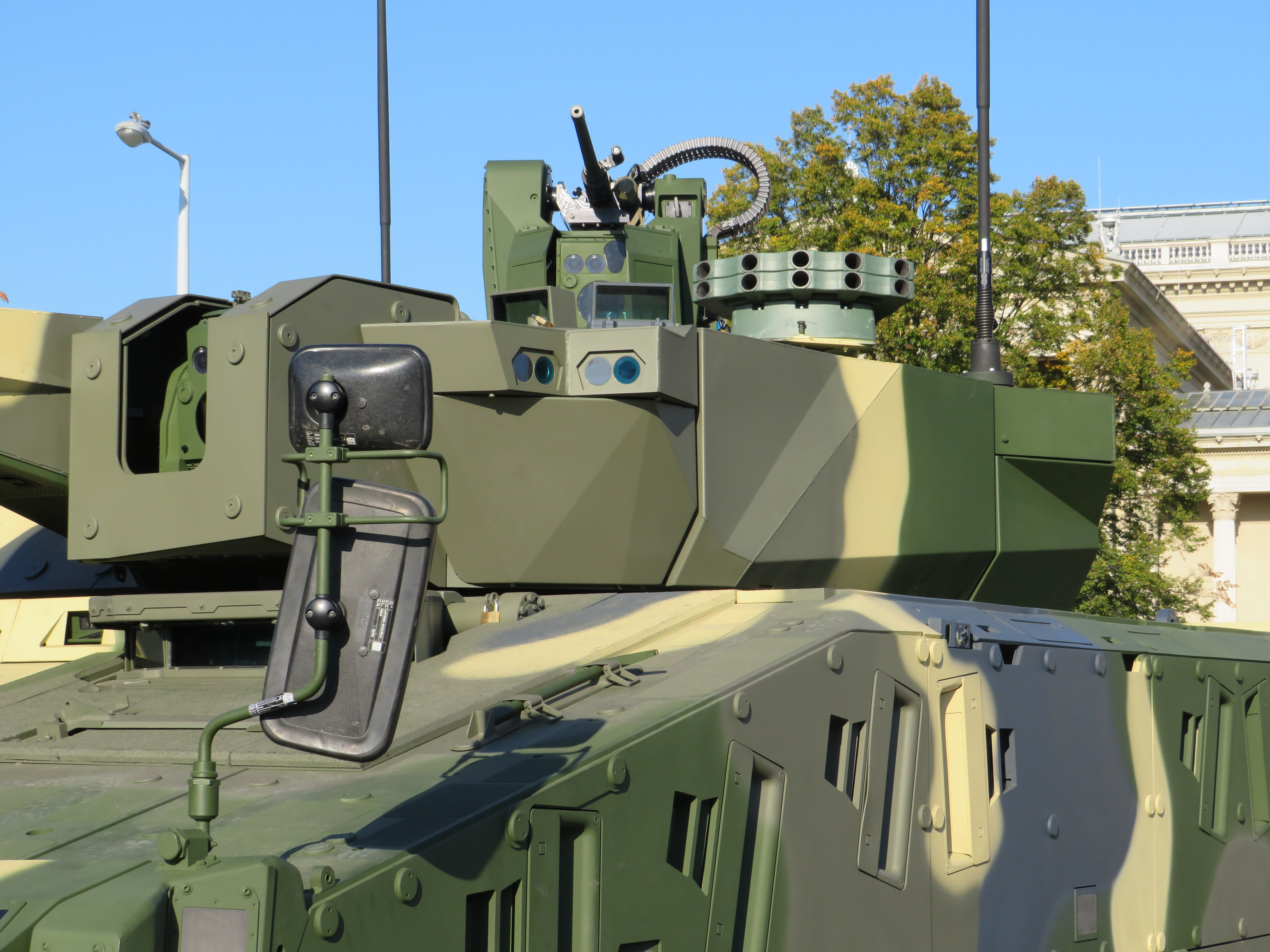
Az első széria-gyártott Lynx KF41-es tetején az MSSA géppuskával
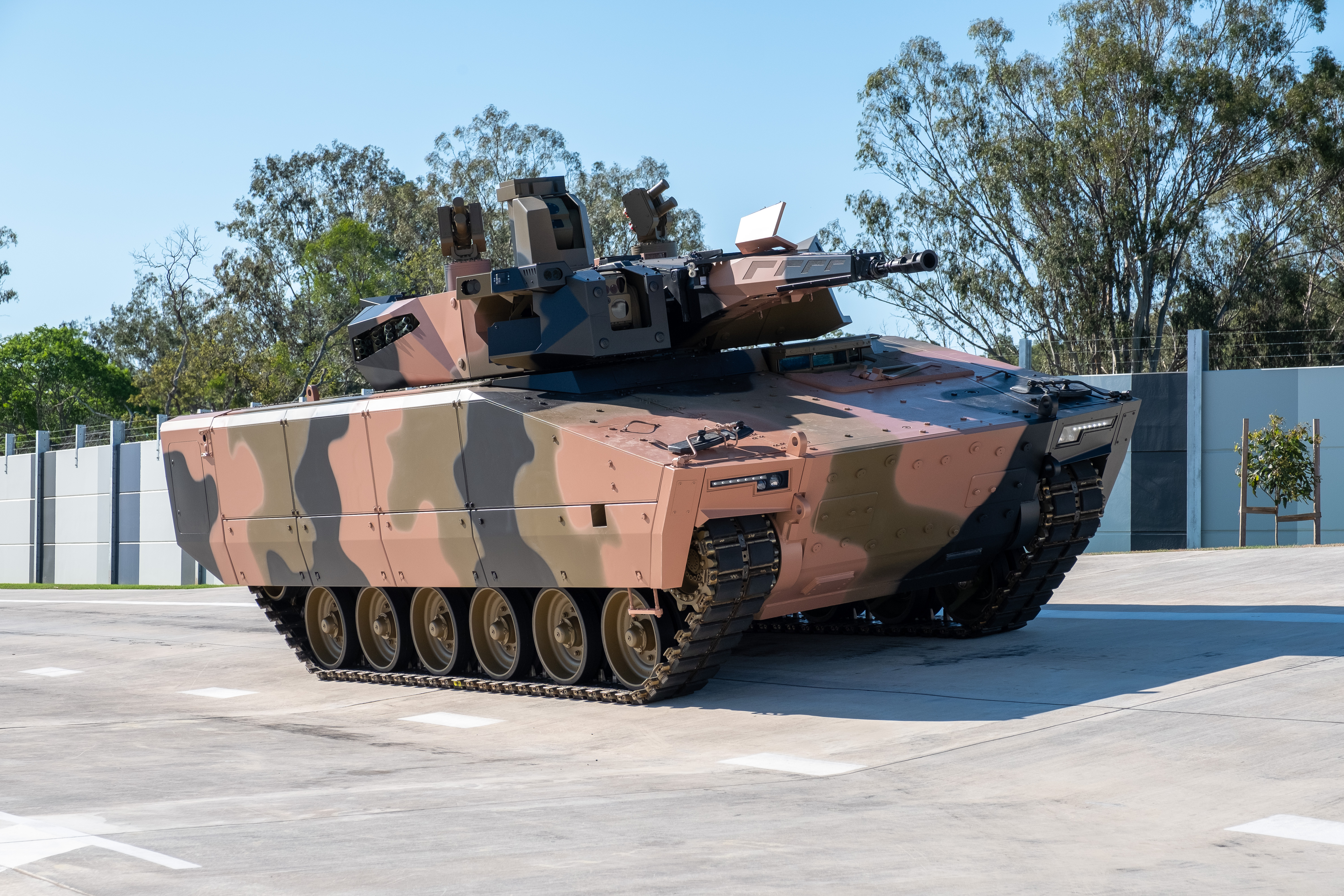
Lynx KF41 Ausztráliának szánt változata
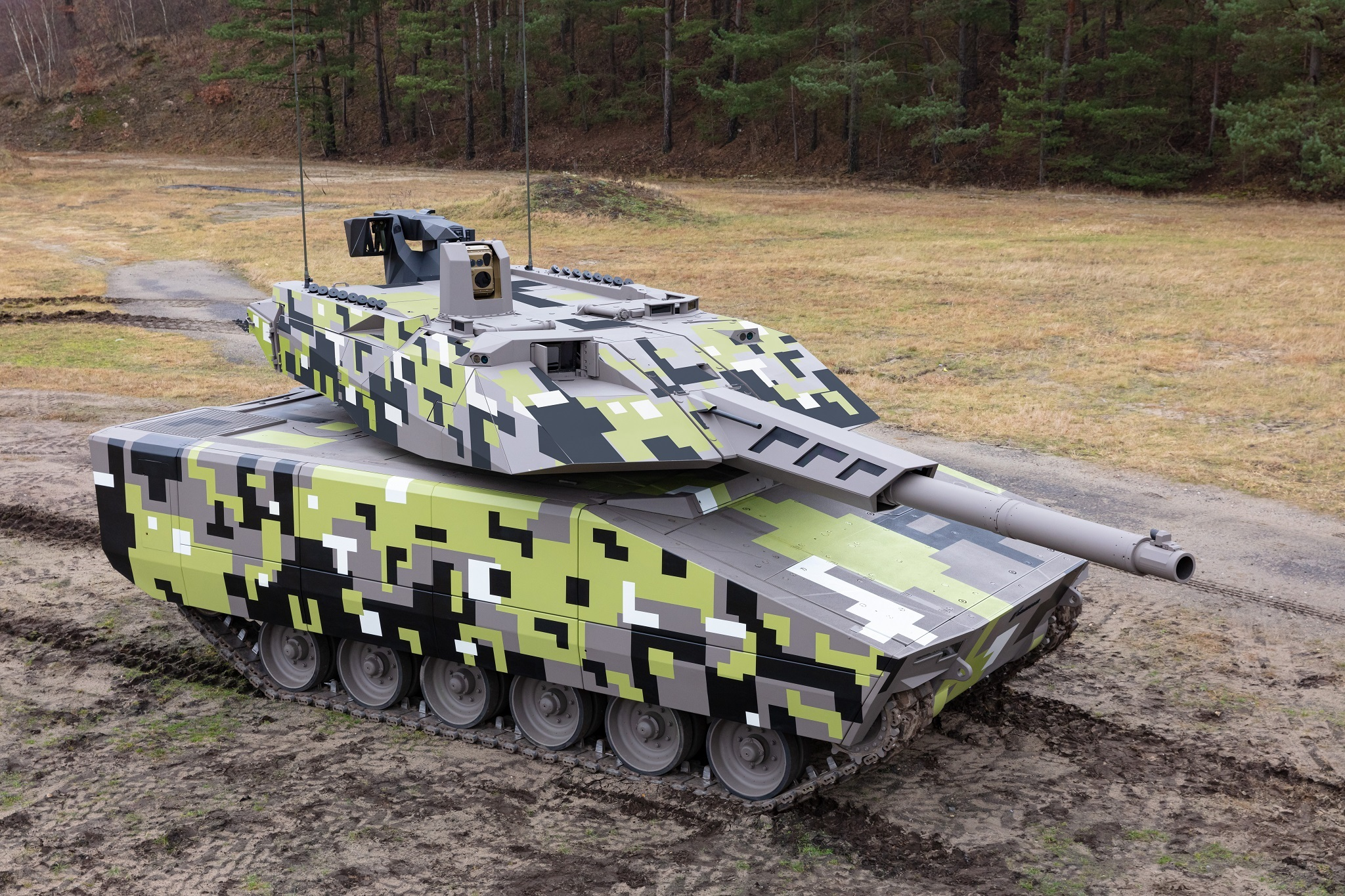
Lynx 120 – a harckocsi változat
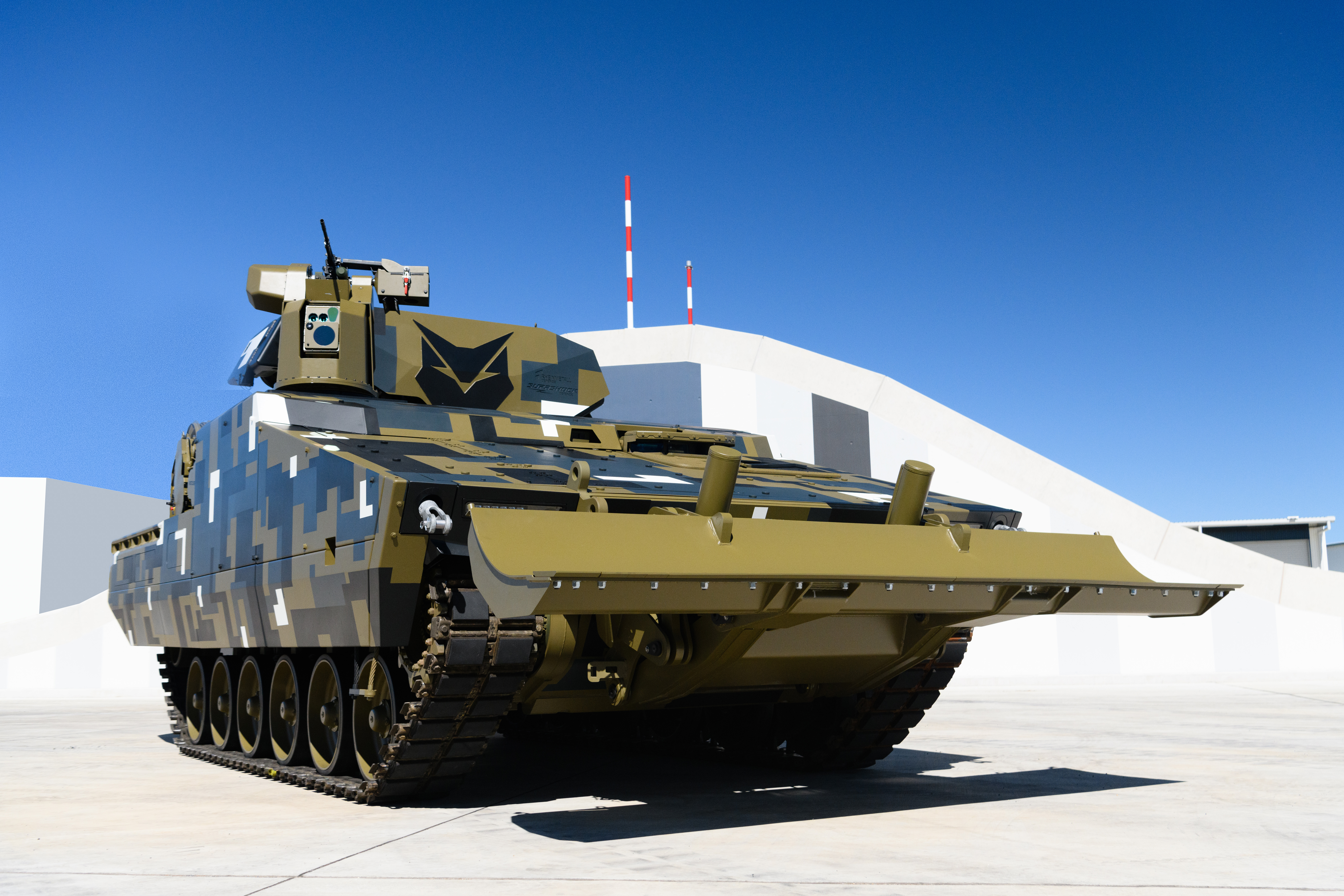
Műszaki-mentő változat, amelyet az ausztrál tenderhez fejlesztettek ki
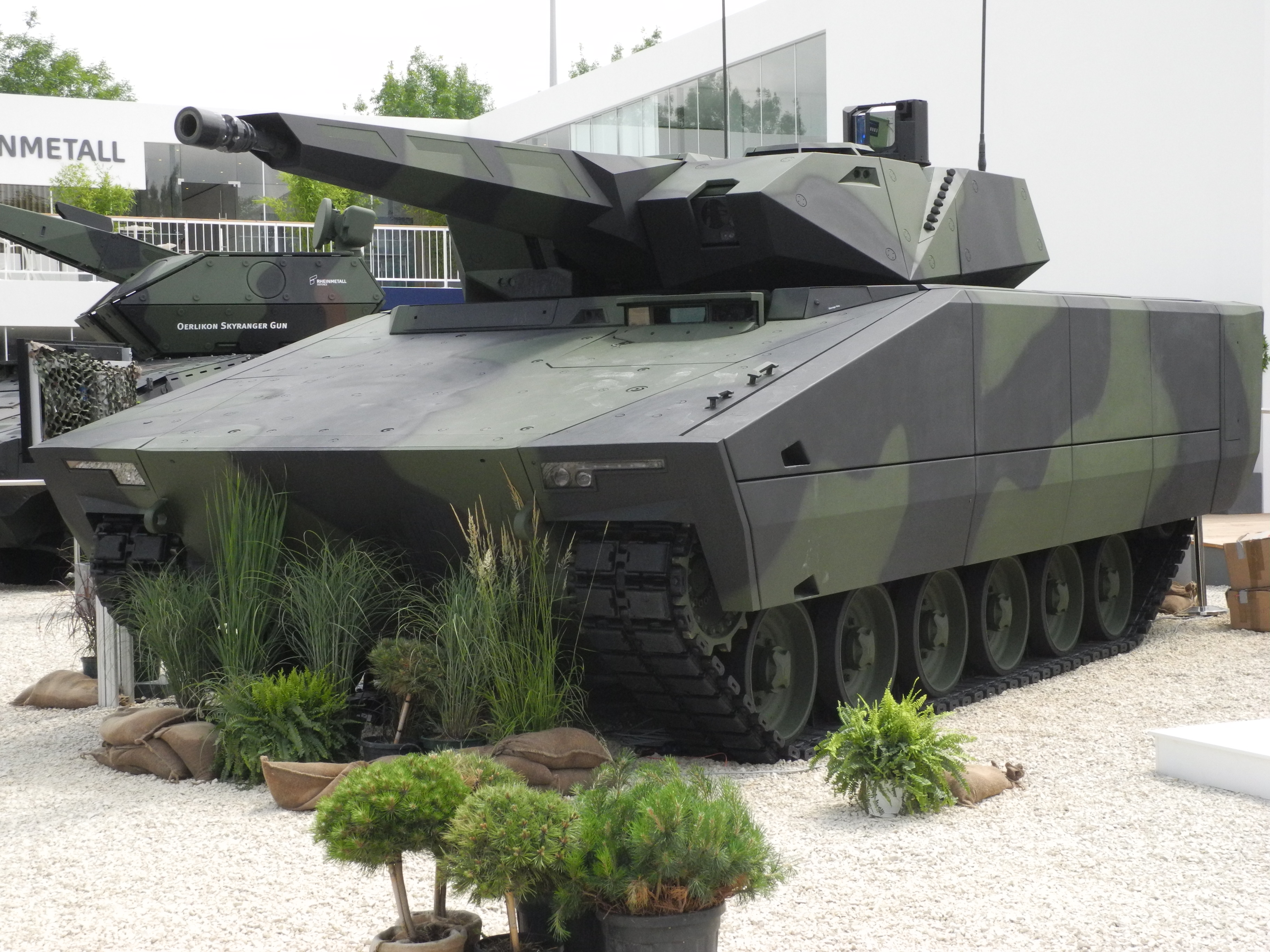
Az Eurosatory 2018 kiállításon leleplezett Lynx KF41 prototípus.
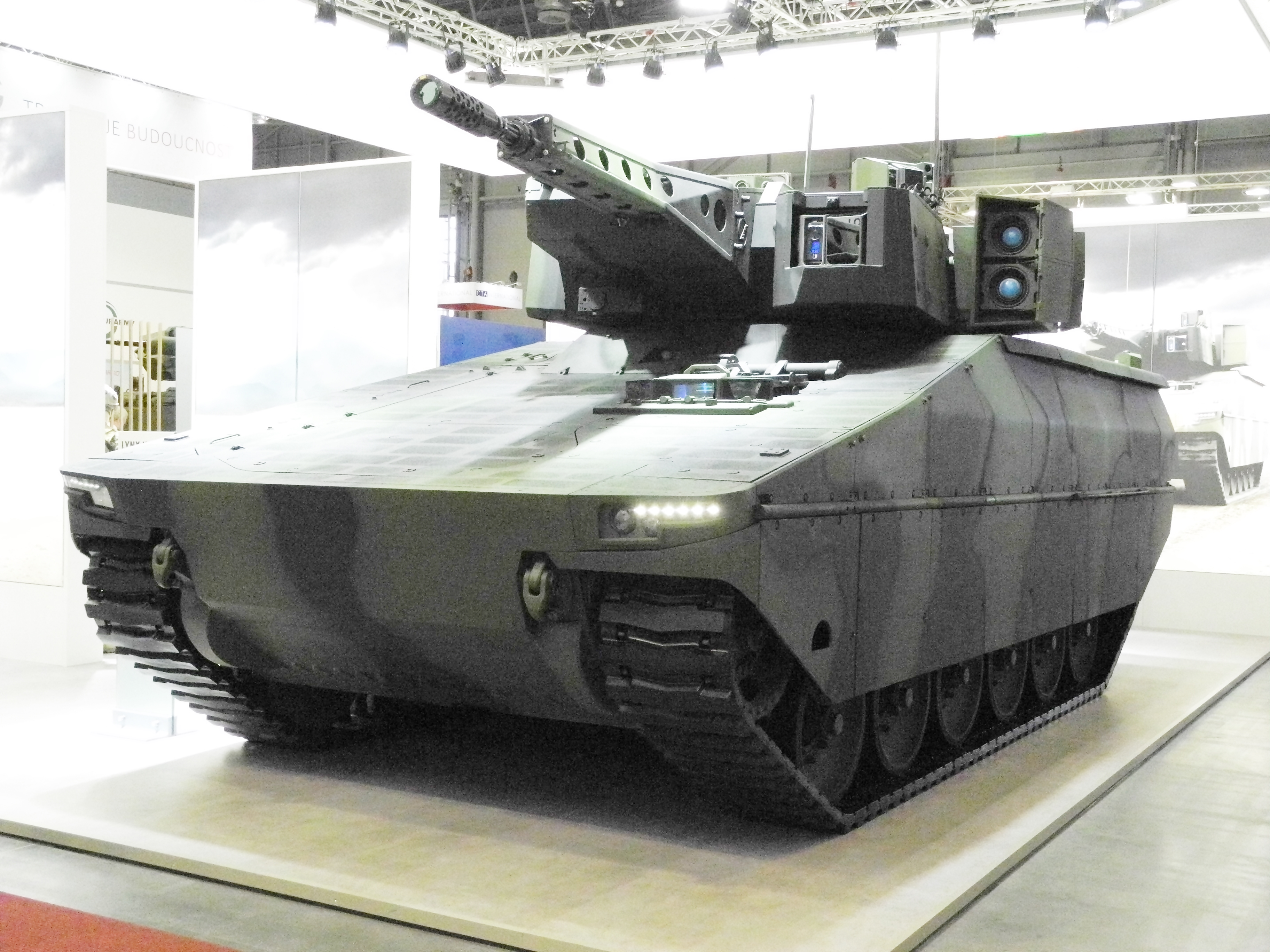
Csehországban az IDET 2017-en kiállított Lynx KF31 előnézetben.
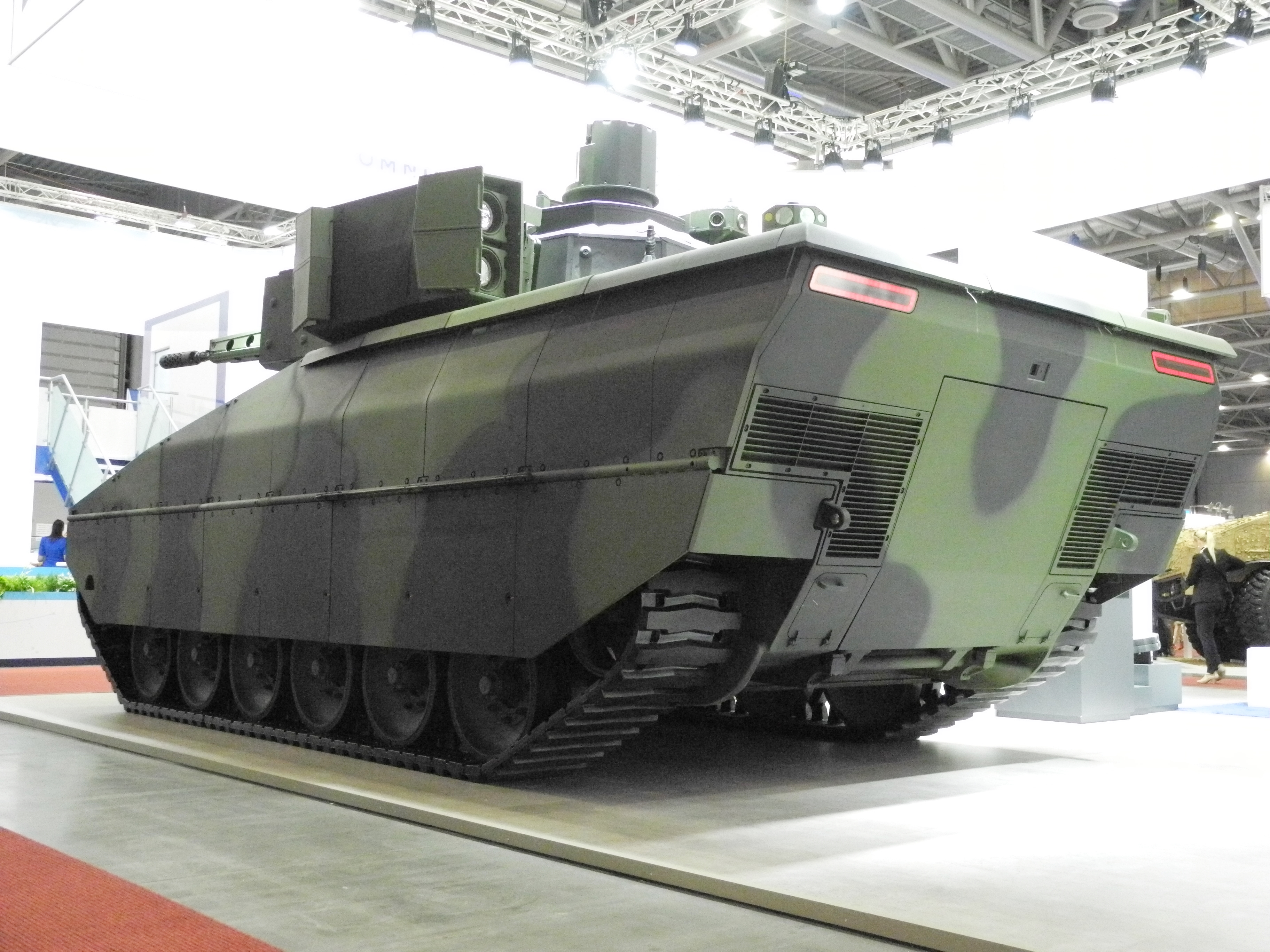
Csehországban az IDET 2017-en kiállított Lynx KF31 hátulnézetben.
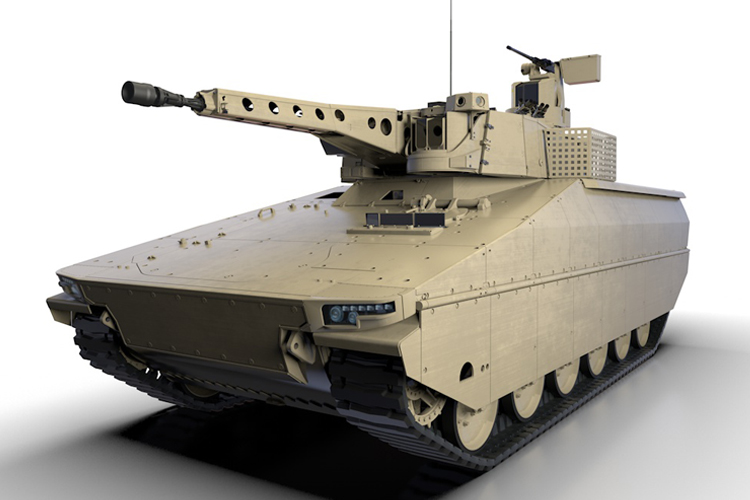
A Lynx felderítő változata (látványterv)
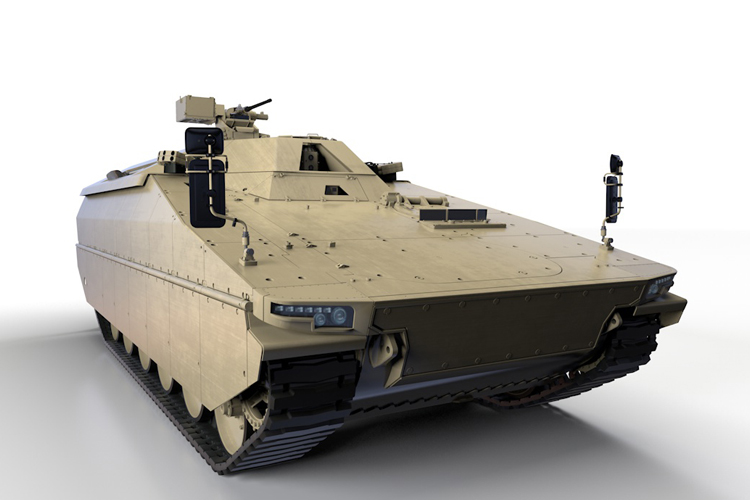
Lynx páncélozott szállító harcjármű (PSZH/APC) változatban. (látványterv)
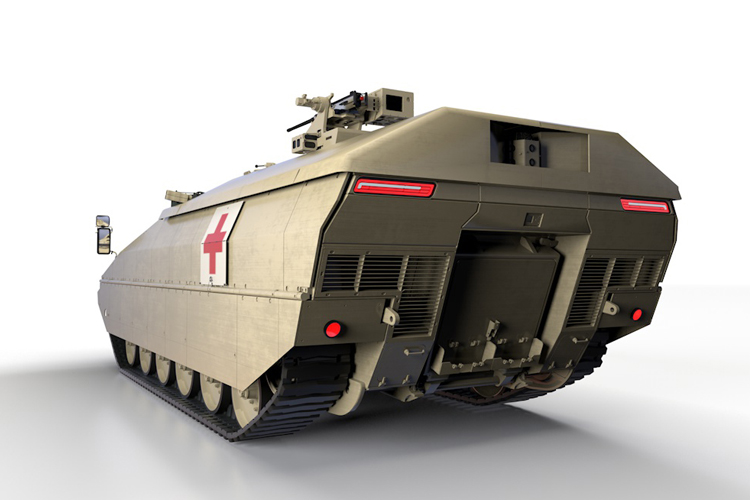
Lynx harctéri mentő változatban. (látványterv)
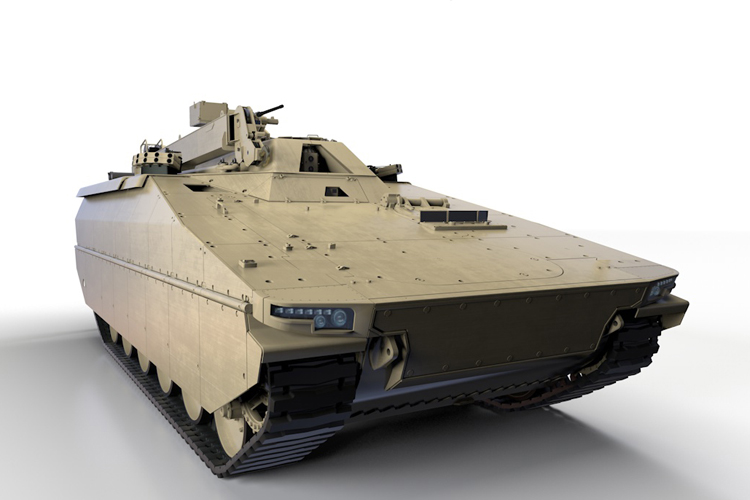
Lynx műszaki mentő változata.
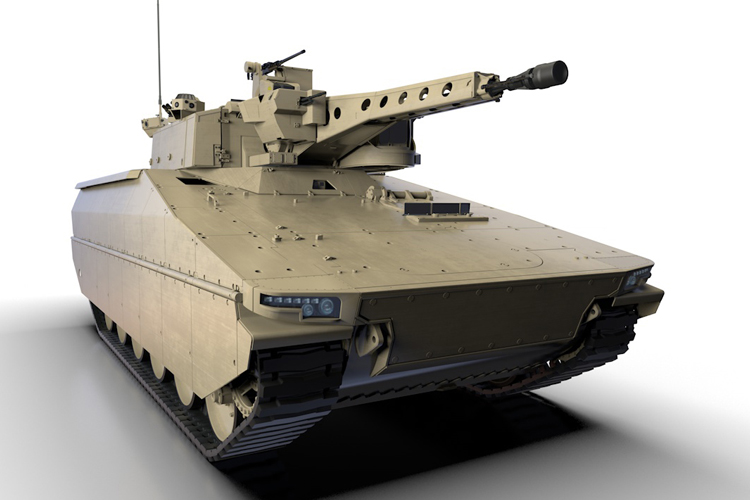
Lynx parancsnoki változata. (látványterv)
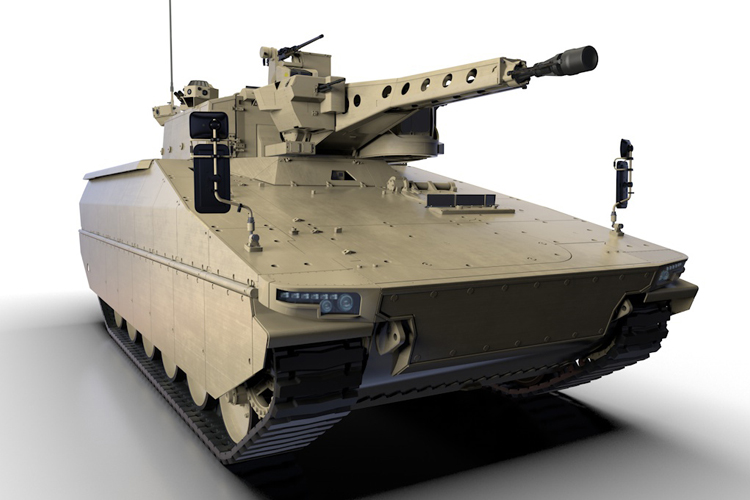
Lynx gyalogsági harcjármű (IFV) változata. (látványterv)

## Ajánlott cikkek, blogok a témához
A Lynx gyalogsági harcjármű
- Haditechnika folyóirat LIV. évf. – 2020/6 – A Lynx harcjárműcsalád fejlesztése, technikai leírása és jövője (I. rész)
- Haditechnika folyóirat LV. évf. – 2021/1 – A Lynx harcjárműcsalád fejlesztése, technikai leírása és jövője (II. rész)
- Haditechnika folyóirat LV. évf. – 2021/2 – A Lynx harcjárműcsalád fejlesztése, technikai leírása és jövője (III. rész)
- Harci Vasak Blog – Magyar földre magyar Hiúzt! 1. rész, 2021. március
- Harci Vasak Blog – Magyar földre magyar Hiúzt! 2. rész, 2021. március
- Harci Vasak Blog – Magyar földre magyar Hiúzt! 3. rész, 2021. szeptember

Gazdasági háttér:
- Székely Sarolta:  Nemcsak a honvédelmi minisztérium kommunikált furcsán a magyar Lynx harcjárműről, tényleg gond lehetett a gyártással. 444.hu (2024. július 31.)  Kétszer közölték az első Lynx átadását fél év különbséggel. A hadiiparban sincs fejlesztés, csak összeszerelés.

### Fordítás
- Ez a szócikk részben vagy egészben  a   Lynx (Rheinmetall armoured fighting vehicle) című angol Wikipédia-szócikk ezen változatának fordításán alapul.  Az eredeti cikk szerkesztőit annak laptörténete sorolja fel. Ez a jelzés csupán a megfogalmazás eredetét és a szerzői jogokat jelzi, nem szolgál a cikkben szereplő információk forrásmegjelöléseként.